# ベルギーの歴史

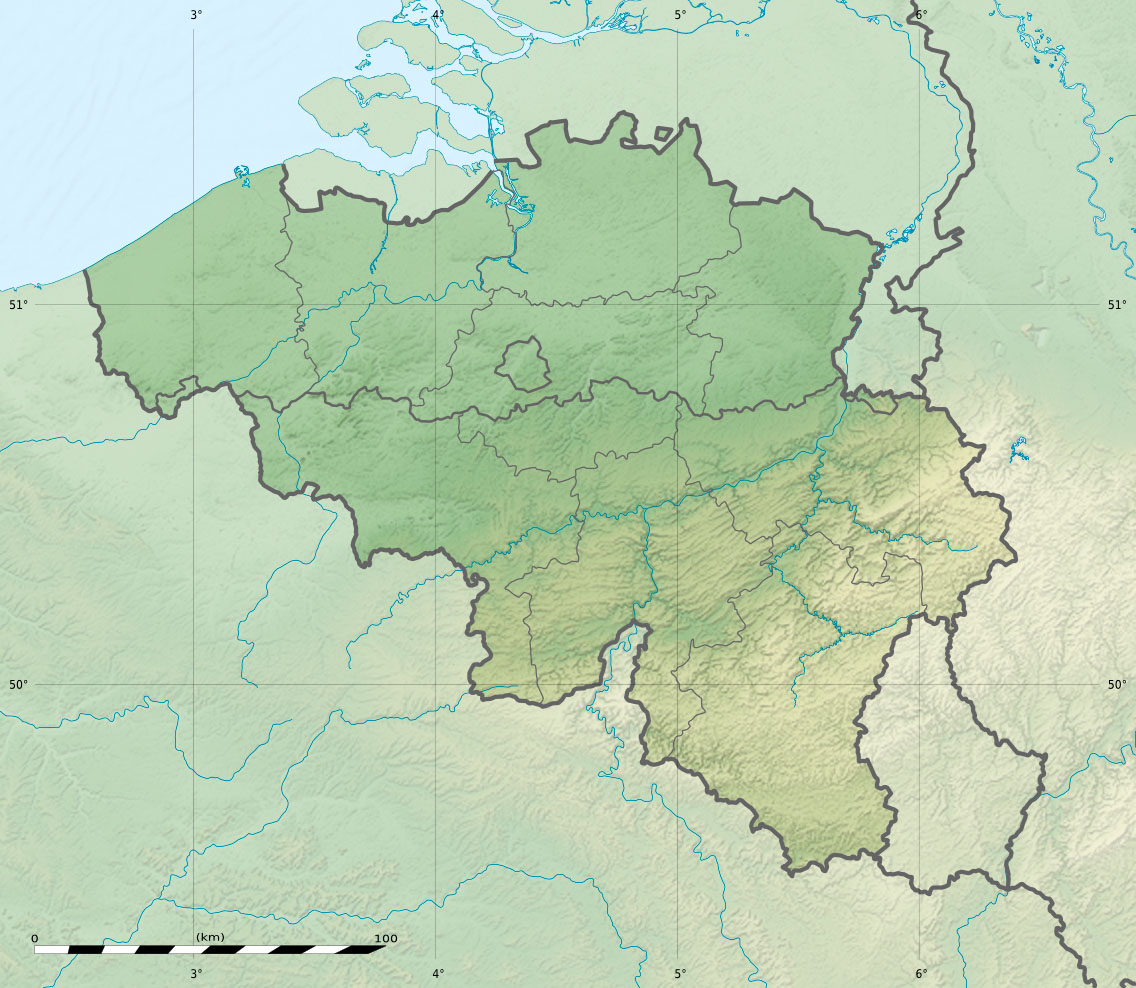
ベルギーの国土。ベルギーは「古い土地にある、新しい王国」と言われる。

ベルギーの歴史（ベルギーのれきし）ではベルギー地域、ベルギー人、またはベルギーを支配する政権について解説する。
ベルギーの歴史はベルギー人が建国した1830年よりもずっと前で始まっていた。ベルギー地域に住んでいた先住民は紀元前5500年から紀元前60年まで、原始時代のままに滞在していて、文字も創れず統一的な民族も創れなかった。原始時代のベルギーは刻線帯文土器文化・縄目文土器文化・鐘状ビーカー文化・骨壺墓地文化など様々の古代欧州文化の交差点に位置しており、四方から進んだ文化を吸収し続けていた。紀元前58年、ローマ皇帝ユリウス・カエサルの書いた『ガリア戦記』はベルギー初の「書物史料」となり、ベルギーもローマ帝国に征服され、ローマの文化を身に付けられた。
紀元4世紀から、ローマ帝国が滅び、ゲルマン民族の一種「フランク人」はベルギーで生まれ、ベルギーの主流人口にもなった。このフランク人はベルギーを中心に、隣りのフランス地域とドイツ地域を征服して「フランク王国」となった。その後の1500年間の中で、ベルギーという地域は自らの国を建てず、フランク王国・フランス王国・神聖ローマ帝国・スペイン王国・オーストリア帝国・オランダ王国の間に手を渡れつつ、19世紀の1830年でやっとオランダ王国から独立し、ベルギー人自身の国家を創ることが出来た。
しかし、長い間フランスとオランダの統治を受け続けていたため、ベルギー人が建国した後でも「フランス語を話す国民」と「オランダ語を話す国民」、二つの言語グループに分かれている。彼らは両方も自らの言葉をベルギー唯一の標準語にすることを望み、「言語戦争」と呼べる国家級の大対立が引き起こされていた。1993年、ベルギー政府はこれを解決する為、全国を全て同じやり方で運営する「単一制」という体制を廃止し、ベルギー全土を「フランス語を話しているフランデレン地域・オランダ語を話しているワロン地域・両方の言葉も通じる首都ブリュッセル地域・人数の少ないドイツ語地域」という四つの地域に割らせ、違う地域にそれぞれ違うやり方で運営する「連邦制」に転換させた。

## 概要
結論からみると、ベルギーの歴史は隣国であるオランダの歴史・フランスの歴史・ドイツの歴史・ルクセンブルクの歴史と深く混ざり、「ヨーロッパ民族の闘鶏場」と呼ばれるほどの混乱さを持っている。
現在のベルギーにあたる地域はその歴史の大半においてより大きな国の一部（例えばカロリング帝国）であるか、小国数か国に分裂している（例えば、ブラバント公国、フランドル伯領、リエージュ司教領、ルクセンブルク伯領など）。戦略的に重要な位置にあるため、数多くの軍隊がその領土で戦っており、1618年から1648年までの三十年戦争以来「ヨーロッパの戦場」と呼ばれようになった。また、ロマンス諸語であるフランス語とゲルマン語派のオランダ語とで言語境界線に分かれているヨーロッパの国としても知られている。
ベルギーの成立はベネルクス全体と同じく、ブルゴーニュ領ネーデルラントのネーデルラント17州を起源とする。これらはヴァロワ＝ブルゴーニュ家の元で統一され、やがて神聖ローマ皇帝カール5世の1549年国事詔書により1つの実体に集約された。1568年から1648年までの八十年戦争により北のネーデルラント連邦共和国と南ネーデルラントの2つに分かれ、うち後者が現代のベルギーとルクセンブルクとなる。この南部地域はブルゴーニュ家のうちハプスブルク家の分枝による統治が継続、スペイン領ネーデルラントと呼ばれる。ルイ14世時代のフランスからの侵攻により現フランス領ノール＝パ・ド・カレー地域圏にあたる地域が失われ、残りはオーストリア領ネーデルラントに発展していった。フランス革命戦争によりベルギーは1795年にフランス領になり、当時カトリック教会領だった地域の半自治が終結した。1814年にフランスが敗れ去ると、ネーデルラント連合王国が成立するが、1830年から1839年までのベルギー独立革命で再び分裂、現代のベルギー、オランダ、ルクセンブルク3か国が成立した。
ベルギーの港口と紡織業は中世から重要であり、近代のベルギーは産業革命が始まる最初の国の1つとなった。ベルギーは産業革命のおかげで19世紀に繁栄したが、同時に自由主義的な実業家と社会主義的な労働者という政治的二分を生んだ。国王レオポルド2世はベルギー領コンゴで私有植民地帝国を設立したが、スキャンダルにより1908年に政府に接収された。外交では中立を維持したが、立地がフランスへの通り道として戦略的に重要だったため、1914年と1940年にドイツの侵攻の標的にされ、いずれも厳しい占領期につながった。戦後はヨーロッパ統一の先駆者になり、欧州連合の元加盟国にもなった。ブリュッセルには現在北大西洋条約機構の本部があり、また欧州連合の実質的な首都でもある。一方、コンゴ植民地は1960年代初期に独立した。
政治では最初は宗教問題で二極化し、その後は言語の差と経済発展の不均衡で分裂した。この分裂により1970年代から大規模な国家改革が始まり、ベルギーは連邦制に改造された。ベルギーは現在、北部のフランデレン地域（オランダ語圏）、南部のワロン地域（フランス語圏）、そして中央のブリュッセル（両言語とも使用）という3つの地域に分かれている。またドイツとの国境地帯では1919年のヴェルサイユ条約により領土が拡大したため、ドイツ語を母語とする国民もいる。ドイツ語は現在、ベルギーの公用語の1つとなっている。

## 独立以前

### 史前時代

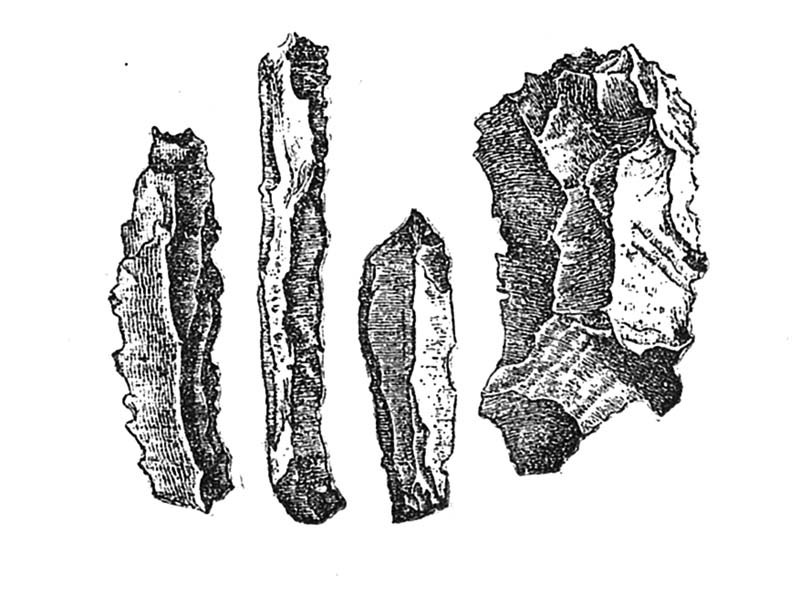
ベルギーの洞窟で見つかった燧石ナイフ、1893年出版の著作より。

ベルギーでは1829年から1830年にアンジスでネアンデルタール人の化石が見つかっており、その一部は紀元前10万年以前のものであった。
新石器時代のヨーロッパ北部における最初の農業技術、いわゆる刻線帯文土器文化(LBK)はヨーロッパ南東部を起源とし、北西へと伝播していった結果ベルギー東部まで辿り着いた。この伝播、拡大は紀元前5000年頃、ベルギー東部のエスベイ地域で止まった。ベルギーにおける刻線帯文土器文化は村の周りにある防御壁が特徴であり、理由としては狩猟採集民と近いからだという説が提唱されている。
いわゆるリンブルフ土器とラ・オゲット土器はフランス北西部とオランダにも見られるものであるが、狩猟採集民によって作られる物で、ベルギー東部とフランス北東部の農民から伝播したものであるとの説もある。ワロン中部では同じ新石器時代であるがより遅い「グループ・ド・ブリッキー」（Groupe de Blicquy）という文化もあり、こちらは刻線帯文土器文化の派生である可能性がある。この地域ではモンス市スピエンヌの新石器時代の火打石採掘地という遺跡がある。
しかし、刻線帯文土器文化もブリッキー文化も定着できずに消え去り、次の農業文化であるミヒェルスベルク文化が現れるまで長い歳月がかかった。スウィフターバント文化の狩猟採集民はベルギー北部に残ったが、やがて農業と土器技術による影響を受けるようになった。
紀元前4千から3千年紀の間、フランデレン地域では人類活動の証拠がほとんど発見されなかった。この間にも人類活動が続いているとされるが、証拠から活動の詳細を読み取ることは困難である。セーヌ＝オワーズ＝マルヌ文化はアルデンヌまで広がり、ウェリスなどの巨石記念物との関連も見られるが、ベルギー全体まで広がることはなかった。また、オランダでスウィフターバント文化とミケルスベルク文化から発展したフラールディンゲン＝ヴァルトブルク＝スタイン複合（Vlaardingen-Wartburg-Stein）が存在したという説も提唱された。このパターンは新石器時代末期と青銅器時代初期まで続いた。新石器時代の最晩期にはオランダ南部で戦斧文化と鐘状ビーカー文化の証拠が残されたが、これらの文化もベルギー全体に大きく影響することはなかった。
青銅器時代末期になる紀元前1750年頃より、ベルギーの人口が上昇するようになった。そして、それぞれ関連した可能性のあるヨーロッパの3文化が相次いで伝来した。まずは骨壺墓地文化が（例えば、ラーフェルスとカンピーヌのハルモント＝アヘルで墳丘墓が発見された）、続いて鉄器時代に入るとハルシュタット文化とラ・テーヌ文化が伝来したのであった。これら3文化は全てインド・ヨーロッパ語族との関連があり、特にラ・テーヌ文化はケルト語派との関連があった（ハルシュタット文化も関連した可能性がある）。これは古代ギリシャと古代ローマ時代に残された、ラ・テーヌ文化が広がった地域の記録ではケルト諸語を由来とする地名と人名が見られたことが理由だった。
しかし、ベルギー、特にベルギー北部ではハルシュタット文化とラ・テーヌ文化が新しいエリート層によって導入されただけで、一般人が主に使用した言語がケルト語派でない可能性もある。紀元前500年以降、ケルト人の部族が一帯に定住し始め、地中海沿岸地域との貿易を行うようになった。紀元前約150年頃、地中海との貿易により硬貨が始めて使われた。

### ケルトとローマ時代

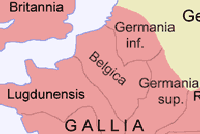
ローマ属州のガリア・ベルギカ、120年頃。

ガリア戦記によると、ガイウス・ユリウス・カエサルがベルギー一帯に到着したとき、ベルギー、フランス北西部、ラインラントの住民はベルガエという名前で知られている（「ベルギー」の名前もベルガエを由来としている）。ベルガエの住む地域はガリアの北部とされた。現ルクセンブルクとベルギー領リュクサンブール州アルロン近くの地域はトレウェリ族が居住しており、カエサルはそれをベルガエとして分類しなかったが、ローマ人は後にこれらの地域をガリア・ベルギカの一部に含んだ。
北方のベルガエ人、南方のケルト人、ライン川対岸のゲルマン人の差異については論争がある。カエサルによると、ベルガエは言語、法律、慣習の面で他のガリア人と一線を画し、またゲルマン人を祖先としているが、カエサルはそれ以上の詳細には触れなかった。ケルト文化とケルト言語はベルガエ人、特にそのうち現代のフランスにあたる地域に定住した者を大きく影響した。一方、言語学者からは別の主張がある。それはベルガエ人のうち北部の住民が話した言語についてであり、この言語がインド・ヨーロッパ語族でケルト諸語とゲルマン諸語にも関連しているが、同時に独立した言語であるという証拠があり、従って北部ベルガエ人の間ではケルト諸語が主流言語になったことがない、という主張である（古代ベルギー言語とノルトヴェストブロックも参照）。
カエサルと対峙したベルガエ人の同盟を率いたのは（現代のフランスにあたる地域において）主にスエッシオネス族、ウィロマンドゥイ族、アンビアニ族、そしておそらくその近隣部族である。カエサル自身はこの地域を古典古代の本当の「ベルギウム」として区別した。カエサルは現代ベルギーの地域について、ベルガエ人のうちより北方にある同盟者（西から順にメナピイ族、ネルウィイ族、ライン左岸ゲルマン人）は経済的により低開発で、より好戦的であり、ライン川東岸のゲルマン人と似ていると記述した。メナピイ族と北方のゲルマン人は低く棘の多い森、島嶼、沼地に住み、一方ネルウィイ族の領地では騎兵に突破されないよう厚い生け垣が植えられた。この地域では大きな集落や貿易に関する考古学的証拠が少ない。1世紀後のタキトゥスによると、（エブロネス族を含む）左岸ゲルマン人は実際は始めて「ゲルマン人」と呼ばれた部族であり、以降の「ゲルマン人」の用例は全てこの最初の用例から発展したものである。しかし、この部族はタキトゥスの時代にはトゥングリ族と呼ばれていた。一方、現ベルギー領リュクサンブール州はおよそトレウェリ族の西部地域にあたった。トレウェリ族はカエサル時代の左岸ゲルマン人の同盟者であり、同じくゲルマン人とベルガエ人を源流とした。
現代の言語学者は「ゲルマン」（germanic）という用語をゲルマン語派で使用しているが、ベルガエの「ゲルマン人」がゲルマン語派の言語を話したかは確かではなく、部族名や個人名は明らかにケルト人のそれである。これは同時代のライン川対岸で関連した可能性のある部族にも見られる特徴である。カエサルが記述した、ライン川東岸からの移住についても考古学の証拠に乏しく、またカエサルの記述には政治上の目的があるため、彼の記述をこのように使用することには疑義がある。ベルガエのゲルマン人は考古学上の証拠からではむしろ骨壺墓地文化からの安定した人口で、カエサルの目についたのは新しく移民してきたエリート層であるとされる。

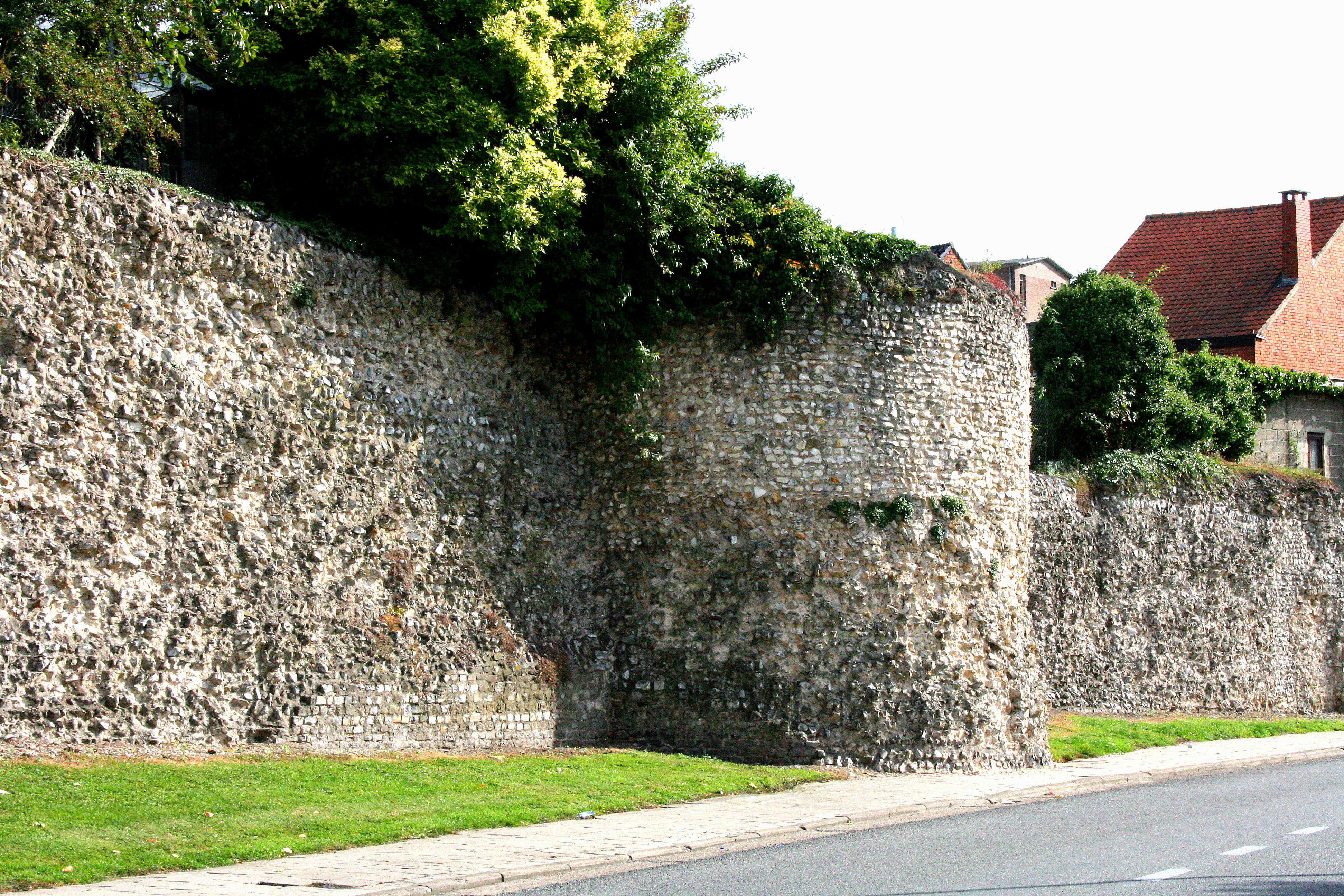
アトゥアトゥカ・トゥングロルム時代のローマ城壁が残っているトンゲレン、2009年撮影。

ローマ属州時代のガリア・ベルギカではメナピイ族とネルウィイ族がトレウェリ族と南部ベルガエ人とともに繁栄した。属州はさらにキウィタス（civitas）に分割され、それぞれ首都をもち、カエサルによって名指しされた部族を代表した。最初はトゥングリ族の首都トンゲレンのみが現代ベルギーにあたる地域にあったが、後にメナピイ族の首都がカッセル（現フランス領）からトゥルネー（現ベルギー領）に移動された。ネルウィイ族の首都は最初はバヴェにあり、続いてカンブレーに移動された。トレウェリ族の首都はトリーア（現ドイツ領）だった。
1世紀末、トンゲレンと初期のゲルマン人地域を含む属州の北東部は軍政下にあるライン川の国境地帯とともにゲルマニア・インフェリオルという新しい属州を形成した。この属州に含まれた都市はウルピア・ノウィオマグス（現オランダ領ナイメーヘン）、ウルピア・トライアナ（現ドイツ領クサンテン）、州都コロニア・アグリッピナ（現ドイツ領ケルン）などであった。300年頃、皇帝ディオクレティアヌスは属州を整理して、ベルギカの残りの部分をベルギカ・プリマ（第1ベルギカ）とベルギカ・セクンダ（第2ベルギカ）の2属州に分割した。ベルギカ・プリマは東部地域で主要都市はトリーアであり、現ベルギー領リュクサンブール県の一部も含まれていた。3世紀の西欧では最も重要なローマ都市の1つとなっていた。
キリスト教はローマ時代末期にベルギーに伝来、同地域の最初の司教とされるセルヴァティウスは4世紀中期のトンゲレンで活躍した人物だった。

### 中世前期

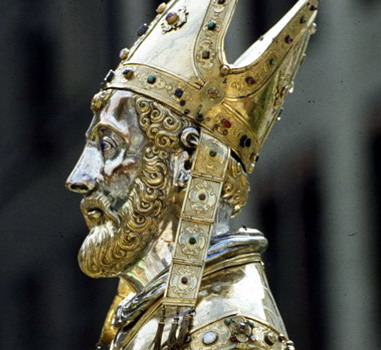
トンゲレン司教聖セルウァティウス。ベルギーにおける最初のキリスト教人物の1人。画像は16世紀の聖骨箱。

西ローマ帝国が衰退するとともに、ゲルマン人部族が軍事を牛耳るようになり、やがて王国を形成するに至った。メナピィ族の領地だったフランデレン海岸は「ザクセン海岸」の一部になり、ベルギー北部の内陸部でもライン河岸のローマ国境からのフランク人が4世紀にトクサンドリアへの移住を認められた。農地が貧しく、森林地帯の多いワロンではよりローマ化されたままだったが、それも5世紀にはフランク人の影響を受けるようになった。フランク人はローマの軍事において重要性を維持、やがてメロヴィング朝がフランス北部を占有するに至った。メロヴィング朝の初代国王クローヴィス1世は始めて（それまでローマ化されていた）フランス北部を征服（後のネウストリア）、続いて北方のフランク人領地（後のアウストラシア。ベルギーの大部分を含む）に転じた。彼はカトリックに改宗、多くの人々もそれに倣った。キリスト教の宣教師は市民に説教、大規模な改宗に繋がった（聖セルヴァティウス、聖レマクルス、聖ハデリンなど。前者は4世紀、後者2人は7世紀の人物）。

7世紀頃のネーデルラント南部で司教領と修道院を有する町。修道院は町村が一帯を改造する原動力となった。

メロヴィング朝の後をカロリング朝を続いたが、その国王の家族基盤は現ベルギー東部地域にあった。カール・マルテルが732年のトゥール・ポワティエ間の戦いでウマイヤ朝の進撃を食い止めた後、カール大帝（768年から814年まで在位）がヨーロッパの多くを支配下に置き、800年にアーヘンでローマ教皇レオ3世より「新しい神聖ローマ帝国の皇帝」として戴冠した。
ヴァイキングによる襲撃はこの時期に広く行われたが、ベルギーで問題を起こしていた大規模なヴァイキング植民は891年にアルヌルフによってルーヴェンの戦いで撃破された。
フランク王国はメロヴィング朝とカロリング朝の下、分裂と再統一を繰り返したが、やがてフランス王国と神聖ローマ帝国との間の分裂が定着した。フランドル伯領のうちスヘルデ川西部の地域は中世にはフランス領になっていたが、残りの部分とネーデルラントは神聖ローマ帝国領になり（具体的には下ロートリンゲンの部族大公）、独立した王国として存続した時期もあった。
中世前期にわたって、現ベルギー北部がゲルマン語圏である一方、南部はローマ化されたままであり、俗ラテン語の一種を話した。
11世紀と12世紀に神聖ローマ皇帝もフランス王も自国領への支配力を失う中、およそ現ベルギーにあたる地域には幾つかの封建国家が自立した。これらの国家とはフランドル伯領、ナミュール伯領、ブラバント公領、エノー伯領、リンブルフ公領、ルクセンブルク伯領、リエージュ司教領であった。このうち、リエージュ司教領は司教が封建領主として支配した地域であり、リエージュ司教区よりは小さい。
中世末期のヨーロッパではフランデレンの海岸部がイングランド王国、フランス、神聖ローマ帝国との貿易により最も豊かな地域の1つになり、文化的にも重きをなした。11世紀と12世紀の間、モザン美術が栄えたが、その中心はケルン、トリーアからリエージュ、マーストリヒト、アーヘンへと移動した。このロマネスク美術の代表作として、ケルン大聖堂の聖三賢者の聖箱、リエージュ聖バルテルミー教会の洗礼盤（レニエ・ド・ユイ作）、スタヴェロ三連祭壇画、スタヴェロの聖レマクルス聖堂、マーストリヒトの聖セルヴァティウス聖堂などがある。

### 13世紀から16世紀まで

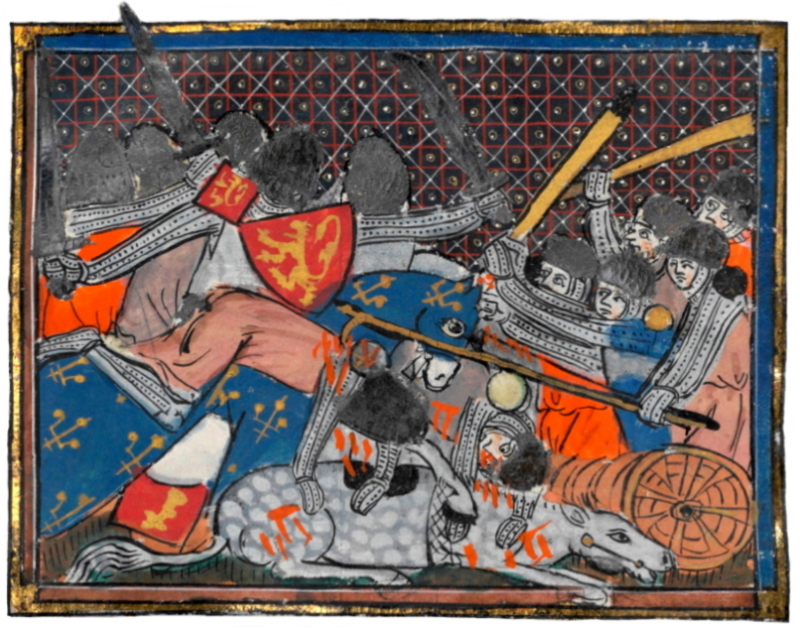
1302年、フランドル伯領の軍勢が名目上の領主であるフランス王国軍を撃破した金拍車の戦い。

この時期、イーペル、ブルッヘ、ヘントなど多くの都市が都市権を獲得した。ハンザ同盟が地域の貿易を促進、また同時期には多くのゴシック様式聖堂や市庁舎が建設された。13世紀より神聖ローマ皇帝の権威が落ちると、ネーデルラントは帝国からの干渉も保護もほとんどされなくなった。その結果、フランスとイングランドがネーデルラントにおける影響力を拡大するために鎬を削るようになった。
1214年、フランス王フィリップ2世がブーヴィーヌの戦いでフランドル伯フェランを撃破、フェランはフランス王に降伏せざるを得なかった。その後、13世紀の終わりまでフランスによるフランドル支配が段々と強くなったが、1302年にフランス王フィリップ4世が完全併合を目指すと、ギルドや職人の支持を得ていたフランドル伯ギーは市民を奮起させて金拍車の戦いでフランス騎士を撃破することに成功した（ギー自身はフランスに囚われていた）。フィリップ4世は恐れずに再度侵攻したが、1304年のモン＝サン＝ペヴェルの戦いは決定的に決着しなかった。最終的には織物工業の中心地であるリールとドゥエーがフランスに割譲されるなどフランス側に有利な和議が結ばれた。

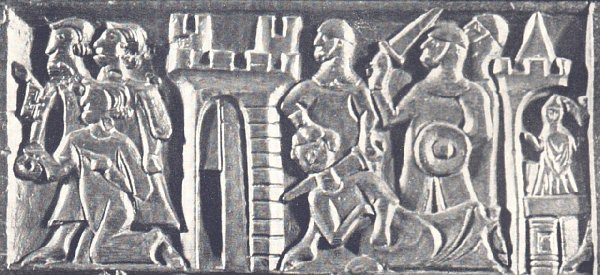
フランス・フランドル戦争中、フランドル民兵によるフランス人虐殺（ブルッヘの早課。

その後、フランドルは1337年に百年戦争が勃発するまでフランスの属国になった。一方、ブラバント公ジャン3世とエノー伯・ホラント伯ギヨーム1世は巧みにフランスの介入を避けた。また、イングランドもネーデルラントの港口都市との繋がりを維持してフランスと対抗した。
フランドルは政治的にはフランスに従属した一方、経済的にはイングランドとの貿易に頼っていたという難しい状況にあった。多くの職人がイングランドに移住して、イングランドが羊毛輸送業も支配するようになった。それでもフランドルの織物は高い価値を維持したが、それはイングランドの羊毛に頼りきりであり、羊毛の供給が中断した場合は必ず暴動が起きるほどであった。しかし、全体ではフランドルの貿易が受動的なものになった。フランドルはヨーロッパの他の地域からの輸入を受けたが、スペインとフランスからのワインを除きほとんど輸入しなかった。ブルッヘはハンザ同盟が商業を始めたのちイタリアの銀行家族もそれに倣ったため商業の中心地として繁盛した。
ネーデルラントの町の一部はローマ時代からの古い町だったが、それ以外の多くは9世紀以降に成立した町である。最も古いのはスヘルデ川とマース川流域のもので、現オランダにあたる地域の町の多くは13世紀以降に成立したものだった。商業と製造業が発展したため、商人が町の主導階層であり、貴族の多くは郊外に領地をもっているのに限られた。
1433年までにベルギーとルクセンブルク、そしてネーデルラントの大半がブルゴーニュ公国のフィリップ善良公の領地になった。フィリップ善良公の孫娘マリー・ド・ブルゴーニュがマクシミリアン1世と結婚すると、ネーデルラントはハプスブルク家領になった。2人の息子フィリップ美公はのちのカール5世の父だった。その後、カール5世のもとで神聖ローマ帝国とスペインが統一してハプスブルク家領になった。
トゥルネー、ブルッヘ、イーペル、ヘント、ブリュッセル、アントウェルペンは（ブルゴーニュ領の時期である15世紀と16世紀に）相次いで商業、工業（特に織物業）と美術の中心地になった。北のハンザ同盟との貿易、そして南の貿易路の交差点にあるブルッヘがその先鋒になった。13世紀初頭には既にフランドルとフランスの巡回衣裳見本市がブルッヘでも行われたが、古い見本市の制度が崩壊すると、ブルッヘの事業家は制度を刷新した。すなわち、商人たちが市場に関する知識を共有し、リスクと利益も共有する制度を発展した（またはイタリアから導入した）のである。彼らは荷為替手形（約束手形）と信用状も使用した。アントウェルペンは外国の貿易業者、特にポルトガル王国の香辛料貿易業者を迎い入れた。
ルネサンス美術では主に15世紀と16世紀初頭まで南ネーデルラントで活動した初期フランドル派（ヤン・ファン・エイク、ロヒール・ファン・デル・ウェイデンなど）、そしてフランドル楽派（ギヨーム・デュファイなど）が代表的だった。また、フランドル産のタペストリー、そして16と17世紀にはブリュッセル・タペストリーがヨーロッパ中の城塞にかかるほどの人気が出た。

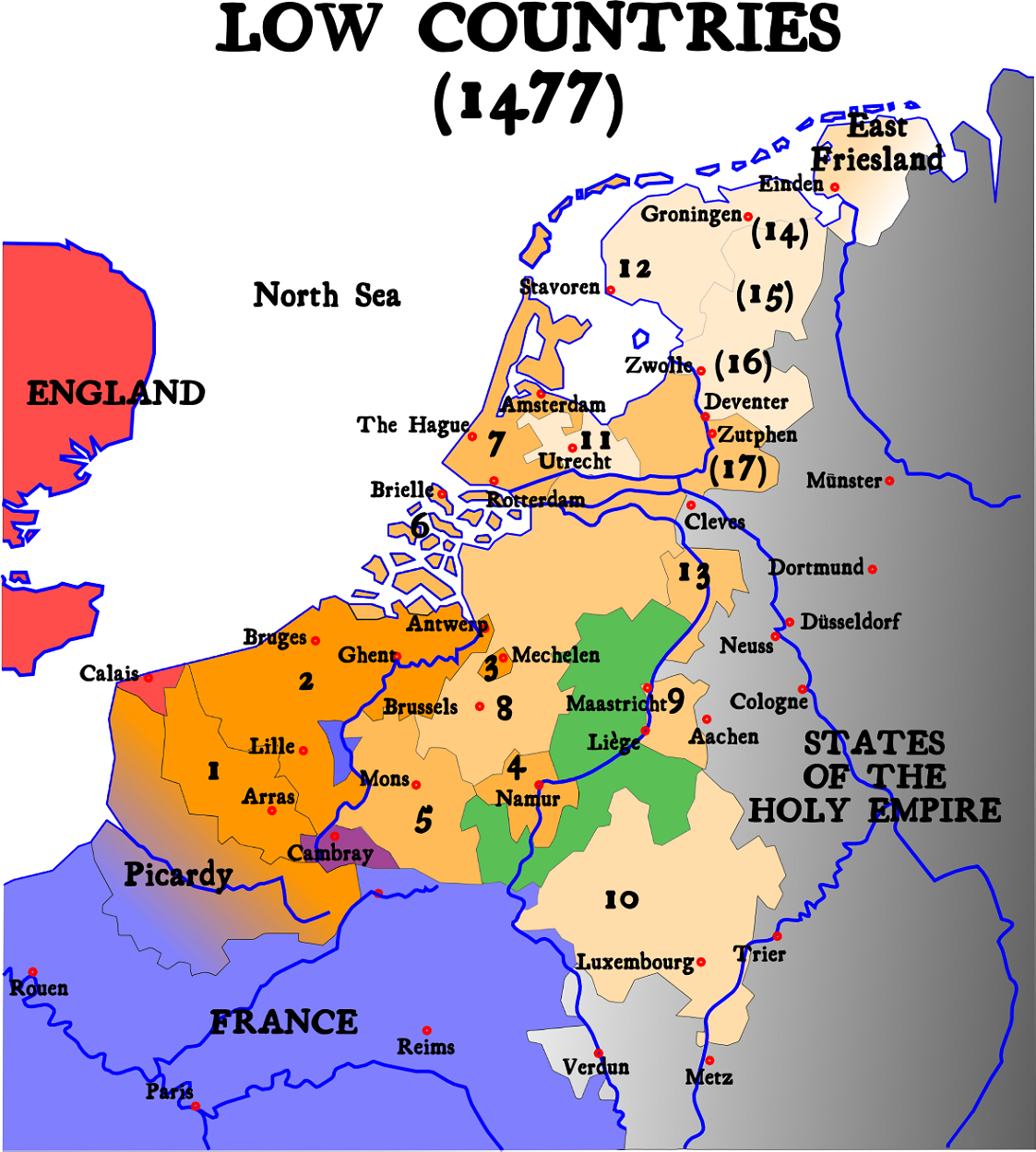
ネーデルラント17州と緑で示されているリエージュ司教領。

神聖ローマ皇帝カール5世が発した1549年国事詔書により、帝国からもフランスからも独立しているネーデルラント17州が成立した（正式名称はラテン語でベルギカ・レギア（Belgica Regia））。ネーデルラント17州の領域はベルギー全体、現フランス北西部、現ルクセンブルク、現オランダを含む（リエージュ司教領を除く）。
ブルゴーニュ公はフィリップ豪胆公からシャルル突進公までの4代にわたって経済発展と芸術の栄華で政治権威を高めた。彼ら「西の偉大な公爵」たちは実質的には君主であり、その領土はゾイデル海からソンム川まで続く。12世紀以降ベルギーで発展した織物業は北西ヨーロッパの経済の中心地となった。しかし、シャルル突進公の死（1477年）と一人娘マリーがオーストリアのマクシミリアン大公に嫁したことはネーデルラントをハプスブルク家の影響下に置き、やがてはその独立を終わらせる原因を作った。マリーとマクシミリアンの孫カールは1516年にカルロス1世としてスペイン王に、1519年にカール5世として神聖ローマ皇帝に即位した。
1555年10月25日、カール5世はベルギカ・レギアの君主から退位して息子のフィリップに譲り、フィリップは1556年1月にフェリペ2世としてスペイン王に即位した。

### オランダ反乱

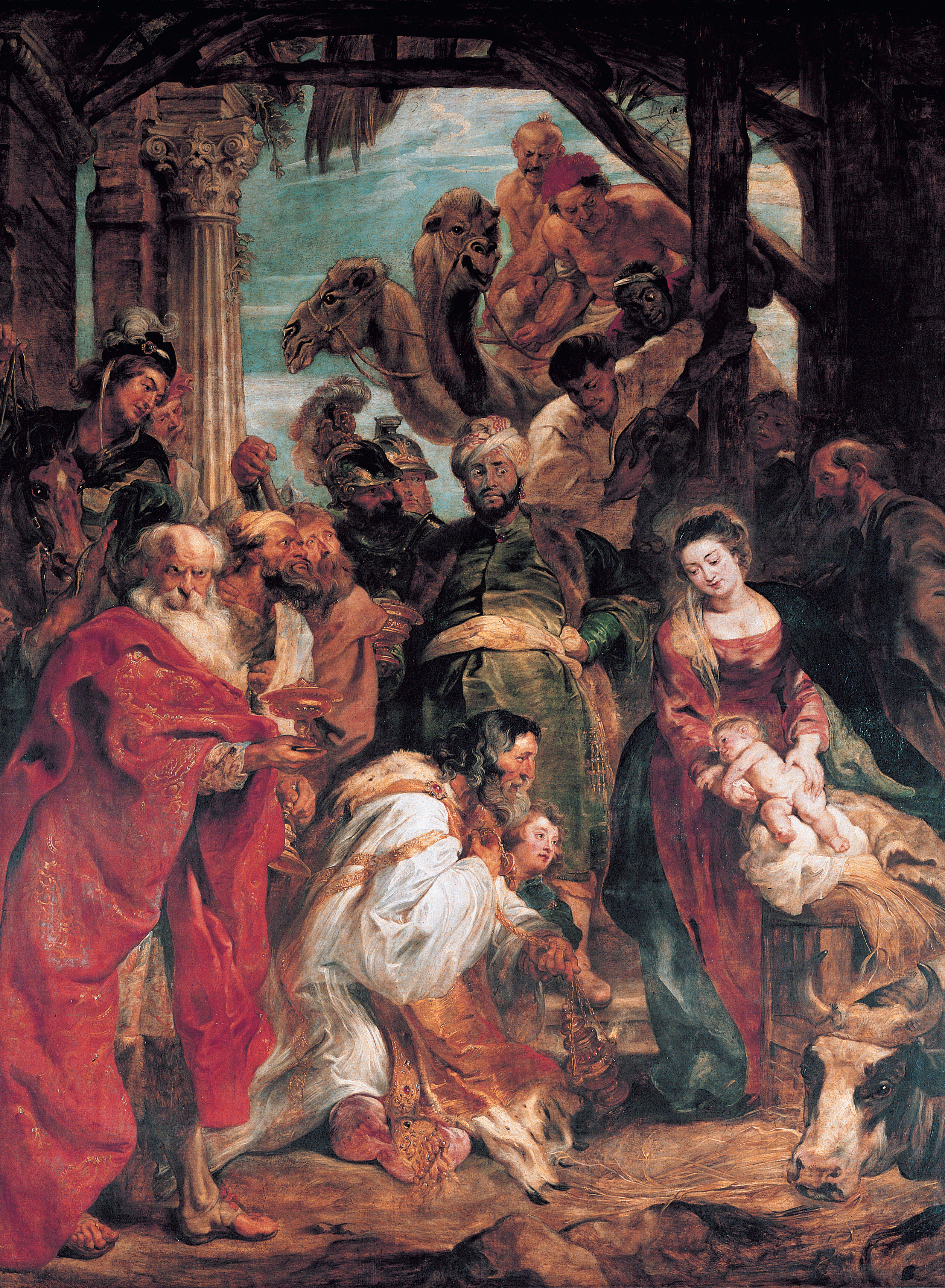
ピーテル・パウル・ルーベンスの東方三博士の礼拝、1624年作。

ベルギカ・レギアの北部7州（のちのネーデルラント連邦共和国）はプロテスタントのカルヴァン派に傾倒していき、一方南部10州はカトリックのままだった。この宗教上の分裂、そして昔からの文化の差異により、ベルギー地域ではアトレヒト同盟が、北部地域ではユトレヒト同盟が成立した。カール5世の息子フェリペ2世がスペイン王に即位すると、プロテスタントを全て廃止しようとしたため、ベルギカ・レギアの一部が反乱、やがてスペインとネーデルラント連邦共和国の間の八十年戦争が勃発する結果となった。
征服された南ネーデルラントでは戦争が1585年のアントウェルペン陥落で終結した。また1581年には北部諸州がオランダ独立宣言を発してネーデルラント連邦共和国を建国した。
フェリペ2世はパルマ公アレッサンドロ・ファルネーゼをスペイン領ネーデルラント総督として送り込み（在位：1578年 - 1592年）、ファルネーゼは対オランダ戦争で成功を収め、南部の主要都市を占領してスペインの支配下に返した。また、オランダ語を話すフランデレン人とフランス語を話すワロン人とで軍階に差が出たことをうまく利用して不満を煽動した。
これによりワロン諸州はスペインに帰順、さらに1579年のアラス同盟で「不満派」（南部のカトリック貴族）の支持を確保した。カルヴァン派が支配的であった北部7州は対抗してユトレヒト同盟を結成、連合してスペインと戦うことを約束した。ファルネーゼはエノーとアルトワに基地を置いた後、ブラバントとフランドルへの侵攻を開始、トゥルネー、マーストリヒト、ブレダ、ブルッヘ、ヘントを次々と落とした。
ファルネーゼは最後に港口都市のアントウェルペンを包囲した。アントウェルペンは海に面しており、要塞化された上にフィリップス・ファン・マルニックスという指揮官がいたためよく守られていたが、ファルネーゼはスヘルデ川をまたがって舟橋を設置してアントウェルペンを海から切り離した。最終的にアントウェルペンは1585年に陥落、住民6万人（包囲以前の住民数の6割にあたる）が北へ逃亡した。
これにより、ベルギー全域が再びスペインの支配下に置かれた。ファルネーゼはこの会戦よりも攻城戦が主である戦争において、その気概を見せた。彼の策は降伏の条件を緩くすることだった。すなわち、虐殺も略奪もなく、伝統的な都市権が維持され、恩赦が与えられ、カトリックへの回帰は緩やかに行われるという好条件を提示したのであった。一方、北からのカトリック難民はケルンやドゥエーで再集結して、より軍事的な、トリエント公会議で見られたような姿勢をとった。彼らは南部の対抗宗教改革を推進、後のベルギー建国の素地を作った。
ベルギカ・レギアの北部7州は独立したが、南部は1713年までスペイン領のままとなった。

## 17世紀と18世紀
17世紀の間、アントウェルペンはオランダに封鎖されたままだったが、ヨーロッパの工業と美術の中心地になった。ブリューゲル家族、ピーテル・パウル・ルーベンス、アンソニー・ヴァン・ダイクらが輩出したのもこの時期である。

### フランスとネーデルラント連邦共和国の戦争
ルイ14世時代のフランス（1643年から1715年まで）は拡張政策を追求、とりわけベルギーがその煽りを受けた。フランスは南ネーデルラントの領土を繰り返し占領して、オランダとオーストリアなどの敵国と対抗した。この時期はネーデルラント継承戦争（1667年 - 1668年）、仏蘭戦争（1672年 - 1678年）、再統合戦争（1683年 - 1684年）、大同盟戦争（1688年 - 1697年）、スペイン継承戦争（1701年 - 1714年）と戦争の連続であった。
スペイン王カルロス2世が後継者問題を抱えたまま1700年に死去すると、フランスのブルボン家と神聖ローマ帝国のハプスブルク家（中欧にも多くの領地を有した）が継承に名乗り上げた。ハプスブルク家はイギリス、オランダなどヨーロッパ北部のプロテスタント国の支持を受けており、フランスはバイエルン選帝侯領の支持を受けた。戦闘の多くがベルギーで起こり、そこではマールバラ公爵が同盟軍を率いた。
オーストリアら同盟軍が勝利した結果、ラシュタット条約では現ベルギーとルクセンブルク領（リエージュ司教領を除く）がハプスブルク帝国に割譲され、ブルボン家はスペインを継承した。条約により成立したオーストリア領ネーデルラントは1705年から1795年まで存続、「ベルギウム・アウストリアクム」（Belgium Austriacum）と呼ばれた。ルイ14世は1715年に死去した。

### ブラバント革命
1789年から1790年までのブラバント革命は1789年のフランス革命と同時期に起こった。ブラバント革命はオーストリア統治からの独立を求めた。ジャン＝アンドレ・ファン・デア・メルシュは1789年のトゥルンハウトの戦いで勝利、リエージュ司教領とともにベルギー合衆国を建国した。しかし、合衆国ではヤン・フランス・フォンク率いる急進的なフォンキステンとヘンドリック・ファン・デア・ノート率いるより保守的スタティステンが対立した。大型ビジネスは主にスタティステンを支持、中小ビジネスと貿易ギルドは主にフォンキステンを支持した。スタティステンはオーストリアからの独立を主張したが、社会問題と宗教問題では保守的だった。この革命は1790年11月までに鎮圧され、ハプスブルク家が権力の座に返り咲いた。

### フランス支配

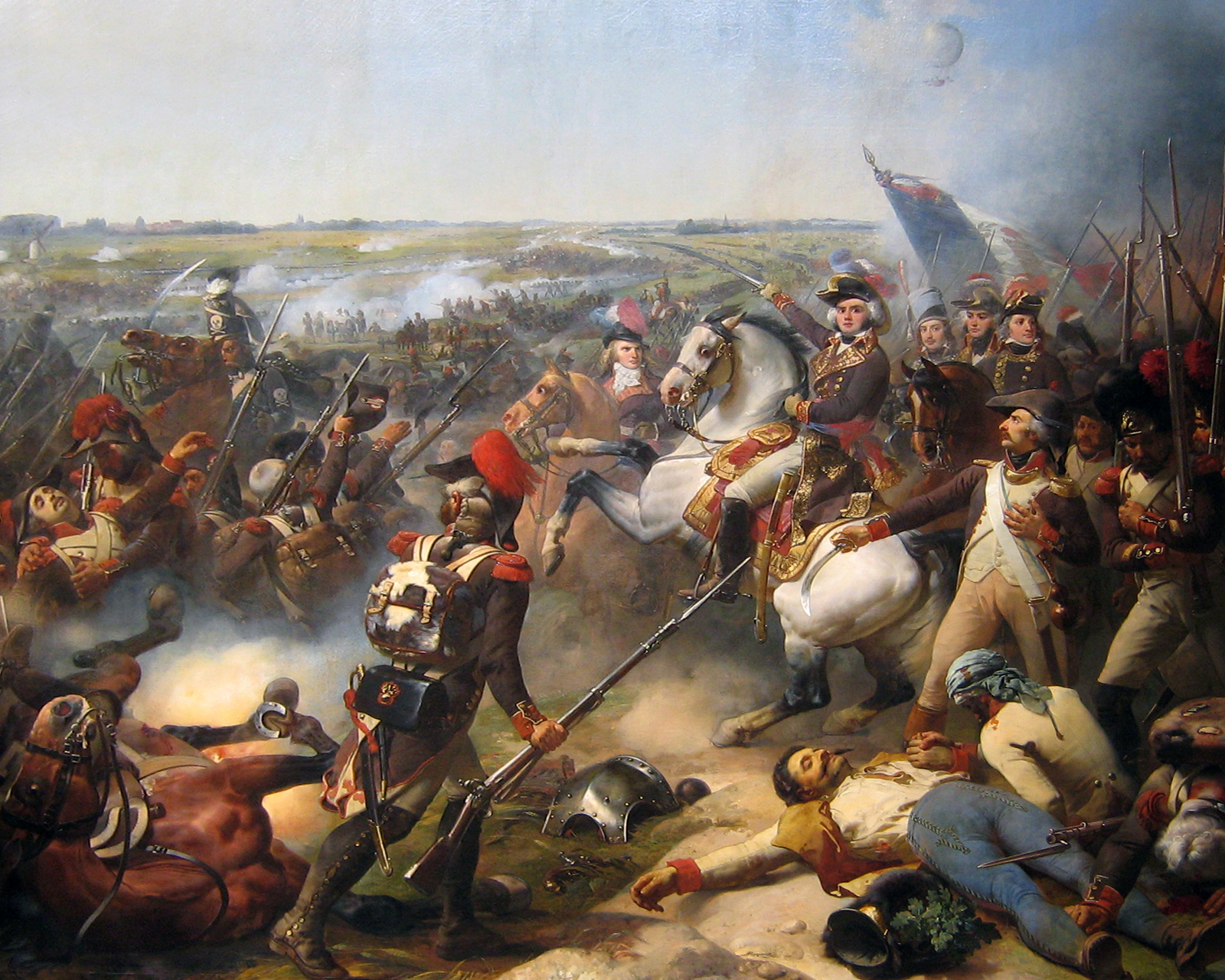
1794年のフルーリュスの戦いで戦うフランス兵士。ジャン＝バティスト・モーゼース作、1837年。

フランス革命戦争の1794年戦役の結果、オーストリア領ネーデルラントは1795年にフランスに占領、併合された。フランスはベルギーを9県に分けてフランス本土の一部として併合した一方、リエージュ司教領を解体してムーズ＝アンフェリウール県とウルト県に併合した。オーストリアは1797年のカンポ・フォルミオ条約で領土の損失を認めた。
フランス占領期である1794年から1814年までの20年間、ベルギーでは統治者がパリから送り込まれ、フランス式の改革が施行された。ベルギー人は重税を課され、男子は徴兵された。ほぼ全員がカトリックだったが、教会は弾圧された。社会階層の全てでフランス統治への抵抗が起こり、ベルギー民族主義の勃興も見られた。フランスの法制が採用され、その特徴の1つである法律上の権利の平等も取り入れられた。身分制度は廃止された。ベルギーは今や能力に基づいて選ばれた政府を有したが、この政府は人気がなかった。
1799年にフランスの統領政府が成立するまで、フランスはカトリックを弾圧した。旧ルーヴェン大学は1797年に閉鎖され、教会は略奪を受けた。フランスによる統治の初期にあたるこの時期、ベルギーの経済は完全に麻痺した。その理由は、税金は金貨と銀貨で支払わなければならない一方、フランスが購入した品物の代金は無価値のアッシニア紙幣で支払われたためである。この時期にはベルギー人約80万人が南ネーデルラントから逃亡した。フランスによる統治はオランダ語の弾圧をさらに進ませる結果になり、オランダ語は行政言語としての地位を失った。「一国一言語」のモットーのもと、フランス語が公的生活、経済、政治、社会事務などで受け入れられる唯一の言語になった。
フランス政府の政策、特に1798年の大規模なルヴェ・アン・マス (Levée en masse)はフランス全域のみならずベルギーでも不人気であり、特にフランデレンでは農民戦争が起きたほどであった。フランスが農民戦争を暴力鎮圧したことで近代のフランデレン運動が始まった。
1814年、第六次対仏大同盟がナポレオン・ボナパルトを追い出し、フランスによるベルギー統治は終結した。同盟はベルギーとオランダを合邦させて、ベルギーをオランダの支配下に置くという計画を立てた。ナポレオンは1815年の百日天下で短期間権力の座に返り咲いたが、ブリュッセルの南で行われたワーテルローの戦いで決定的に敗北した。

#### フランス統治期のベルギー経済
フランスは貿易と資本主義を推進、ベルギーにおけるブルジョワの勃興、並びに製造工業と鉱業の拡張をもたらした。さらに、ベルギーがより大きな市場の一部に含まれるようになったため、経済においてはベルギー貴族が衰退して、中産階級が活躍した。その結果、1815年以降のベルギーは大陸ヨーロッパにおける産業革命で他国より先行した。
ゴデショー（Godechot）によると、フランスに併合された時期のベルギーでは小作農がフランスに敵対したが、実業界では逆に新体制を支持した。併合により、ベルギーは羊毛などの商品をフランスという新しい販路で売れるようになった。銀行家や商人たちはフランス軍の融資と補給に協力した。オランダによって強いられたスヘルデ川を経由した海路での貿易禁止（防壁条約）はフランスによって終結、アントウェルペンはたちまちフランスの主要な世界貿易港の1つになり、ブリュッセルも繁栄した。

### ネーデルラント連合王国
ナポレオン・ボナパルトが1815年のワーテルローの戦いで敗北すると、勝利した大国（イギリス、オーストリア帝国、プロイセン王国、ロシア帝国）はウィーン会議で元オーストリア領ネーデルラントと元ネーデルラント連邦共和国を合併してネーデルラント連合王国を建国、フランスによる侵攻への緩衝国とした。新しい連合王国の国王はプロテスタントのウィレム1世が務めた。神聖ローマ帝国における小国や聖界諸侯領はその大半がより大きな国に与えられ、このうちリエージュ司教領は正式にネーデルラント連合王国に併合された。
啓蒙専制君主であるウィレム1世（在位：1815年 - 1840年）は憲法上ほぼ無制限の権力を有した。これはウィレム1世が自ら憲法を起草した人物を選んだためであった。ウィレム1世は専制君主として、法律上の権利の平等など1790年以降の社会改革の多く受け入れた。しかし、彼は身分制を復活させ、多くの人を貴族に叙した。投票権はまだ制限付きで、第一院（上院）では貴族のみが被選挙権を有した。
ウィレム1世はカルヴァン派であり、連合王国で多数派であったカトリックを嫌った。彼は「ホラント基本法」に少しの変更をした上で発布した。この基本法は南ネーデルラントにおける社会制度を完全に破棄し、身分制における聖職者身分を廃止、全ての宗教に平等な保護を保証、全ての国民に同じ市民権と政治権利を与えた。これはフランス革命の精神を反映したものだったため、革命を嫌った南部のカトリック司教たちには不人気だった。
王国が建国した最初の15年間は進歩と繁栄の時期であった。工業化が王国の南部で急速に進み、産業革命により織物業は現地の炭鉱からのエネルギーを利用することができた。北部諸州では工業は少なかったが、海外植民地の大半が回復したこともあって利益率の高い貿易が25年ぶりに再開した。経済における自由主義と国王の緩やかな専制統治により、ネーデルラント全体が素早く19世紀の新しい状況に適応した。王国は南部との関係で危機が生じるまで繁栄した。

#### 南部諸州の不穏状態
プロテスタントは人口の4分の1を占めたに過ぎなかったが、国政を支配した。カトリックは理論上では法律的に平等であったが、実際にはその声が聞かれることはほとんどなかった。国政や軍で高位に就いたカトリック信者は少なかった。南部諸州ではほぼ全員がカトリック信者であったにもかかわらず、ウィレム1世は南部の学校にカトリックの教えをやめるよう強制した。フランス語圏であるワロン地域はウィレム1世が政府の使用する言語にオランダ語を指定したことに不満を感じた。社会の差異を敏感に読み取れなかったウィレム1世に対する憤りも積み上がった。サイモン・シャーマによると、オランダ政府の「取り組みはまず好奇心に、続いて不安に、そして断固とした激しい敵対に直面し」、政府に対する敵意は段々と高じた。
南部の政治自由主義者も不満を感じた。彼らはウィレム1世が専制的に振舞ったこと、地域主義に顧みなかったこと、フランス語圏のリエージュにおけるフランス語教員養成学校の計画を拒否したことを嫌った。そして、南部の全ての社会階層は議会の制度に不平を感じた。というのも、南部の工業化が北部より早く、繁栄したにもかかわらず、北部が尊大に振る舞い、政治を支配したためであった。
1830年にフランスで七月革命が勃発したことが反乱の引き金になった。最初はベルギー自治を要求したに過ぎなかったが、やがて革命家たちは完全独立を要求するようになった。

### 独立

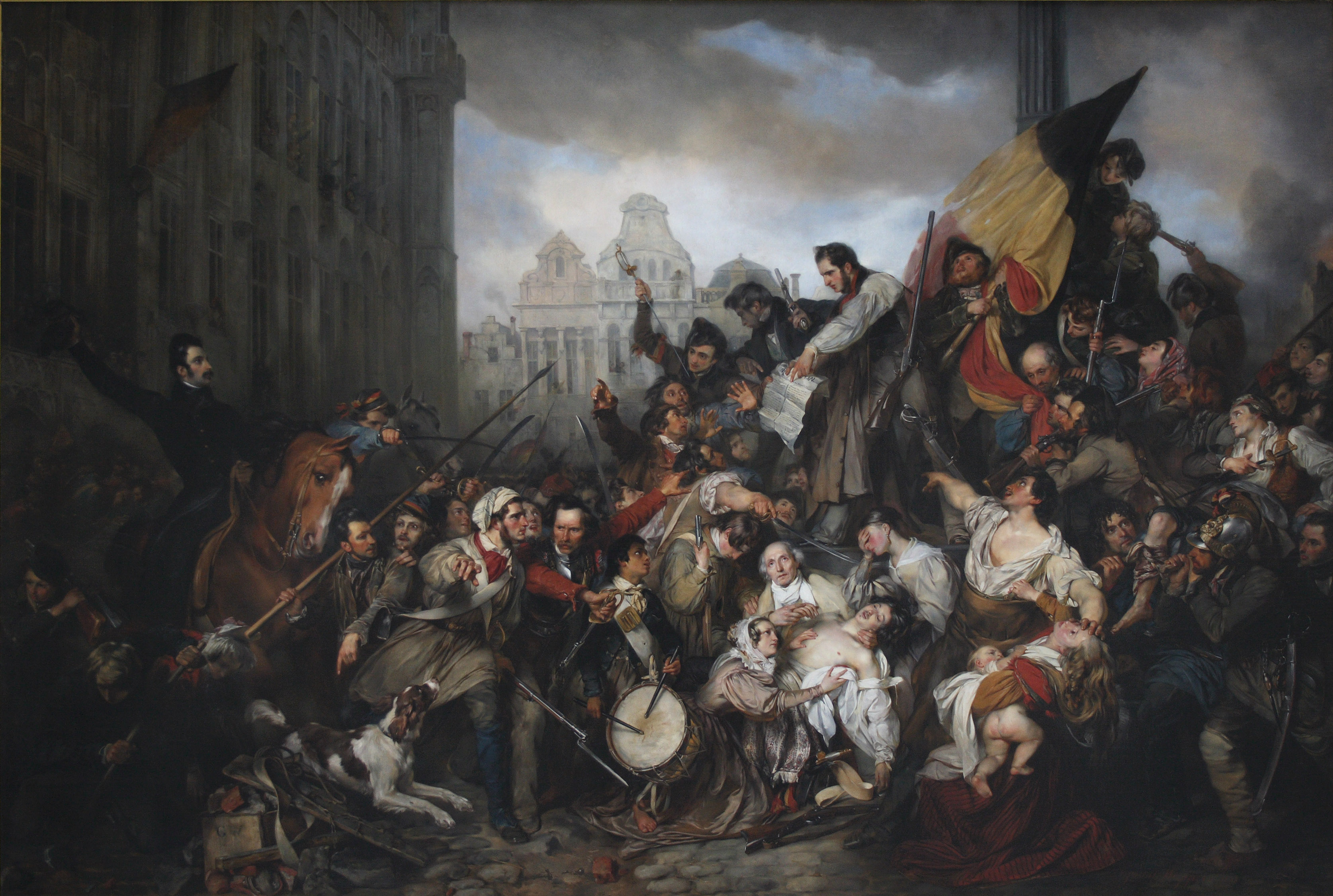
1830年ベルギー革命の一幕、フスタフ・ワッペルス作、1834年。

1830年、ベルギー独立革命が勃発した。革命のきっかけはブリュッセルのモネ劇場で上演したダニエル＝フランソワ＝エスプリ・オベールの『ポルティチの唖娘』で煽動された群衆が愛国唱歌を歌いながら通りへ繰り出したことだった。激しい市街戦がすぐに始まり、ブリュッセルは無政府状態に陥った。燻っていた革命の最前線だった自由主義ブルジョワは革命の激しさに辟易し、オランダとの妥協に前向きになった。
革命が勃発した理由は幾つかあった。政治上ではベルギー人が連合王国下院の少数しか占められず十分に代表されていないと感じており、またウィレム1世のブリュッセルにおける代表であるウィレム王子も不人気であった。フランス語圏であるワロン諸州もオランダ語圏が多数である王国から排斥されていると感じた。さらにプロテスタントのオランダ人に支配されていたためカトリックのベルギー人は不満を感じた。
ウィレム1世は抗議が自然消滅すると考えた。彼は革命に参加した者のうち外国人と首謀者を除いて恩赦を与えると宣言して、革命軍の降伏を待った。この策が失敗すると、彼は軍を送った。オランダ軍はスカールベーク門を突破してブリュッセルに入城したが、進軍はブリュッセル公園で狙撃手に阻止された。それ以外のオランダ軍は革命軍が当座しのぎで作ったバリケードで抵抗に遭った。当時ブリュッセルにいた革命軍の人数は1,700人以下と概算され（フランス大使からは「紀律のない庶民」と評された）、一方オランダ軍は6千人以上であった。しかし、激しい抵抗に遭ったオランダ軍は3日間の市街戦ののち9月26日にブリュッセルから撤退した。ベルギー各地でオランダ軍と革命軍が衝突、アントウェルペンでは革命軍が市を占領するとオランダの軍艦8隻がそれを砲撃した。
ベルギーの独立は1815年のウィーン会議で禁じられたが、ヨーロッパ諸国、特にイギリスは革命軍に同情的であった。1830年11月のロンドン会議（「ベルギー会議」とも。参加国はイギリス、フランス、ロシア、プロイセン、オーストリア）は11月4日に停戦を命じた。11月末、英仏は軍事介入なしに独立ベルギー王国を建国すると提案した。それ以外の3か国はより保守的で、ウィレム1世を復位させるための軍事介入を欲したが、英仏の提案を受け入れた。1831年1月20日に締結された協定でベルギーの領土は1790年にオランダに帰属しなかった領土と定められた。新しいベルギー王国は外交で中立政策をとる義務があると定められた。イギリス外相のパーマストン子爵はオランダと新しいベルギー王国の王家に関係を残すよう、ウィレム王子をベルギー国王に推したが、ウィレム1世とフランスはベルギーとの関係を断ち切るべきとして受け入れなかった。パーマストンは次にシャーロット・オーガスタ・オブ・ウェールズの寡夫でイギリス風の君主立憲制を支持したレオポルト・フォン・ザクセン＝コーブルク＝ザールフェルトを推し、今度は受け入れられた。1831年7月21日、レオポルトは初代「ベルギー人の王」レオポルド1世として即位、この日はベルギー建国記念日としてベルギーの祝日になっている。
革命の最初期に距離を置いた自由主義ブルジョワは慌ててオランダと交渉すべくシャルル・ロジェ率いる臨時政府を設立、1830年10月4日にベルギーの独立を宣言した。憲法を起草するためにベルギー国民会議が設立された。新憲法により、ベルギーは独立した主権国家になり、立憲君主制を採用した。しかし、憲法は（フランス語が最多数の言語でなかったにもかかわらず）投票権をフランス語話者のオート＝ブルジョワジー（haute-bourgeoisie）と聖職者に限定した。カトリック教会は国家からの介入をほぼ完全に免除された。
オランダとの戦争状態（戦闘自体は起こらなかった）はこの後も8年間続き、1839年のロンドン条約で終結した。条約により、ルクセンブルク東部はベルギーに統合されず、オランダ領のままとなった（継承法の差異により、ルクセンブルクは後に独立した大公国になった）。ベルギーは歴史を理由に請求していたリンブルク州の東部、ゼーウス＝フランデレン、フランドル・フランセーズ、オイペンを失った。オランダはリンブルク東部とゼーウス＝フランデレンを維持、フランスはルイ14世時代に占領したフランドル・フランセーズを維持、オイペンはドイツ連邦の領土に留まった。第一次世界大戦の後、オイペンは賠償としてベルギーに割譲された。また、イギリスは条約でベルギーの中立を保証、イギリスの第一次世界大戦参戦の理由になった。

## 独立から第一次世界大戦まで

### 産業革命

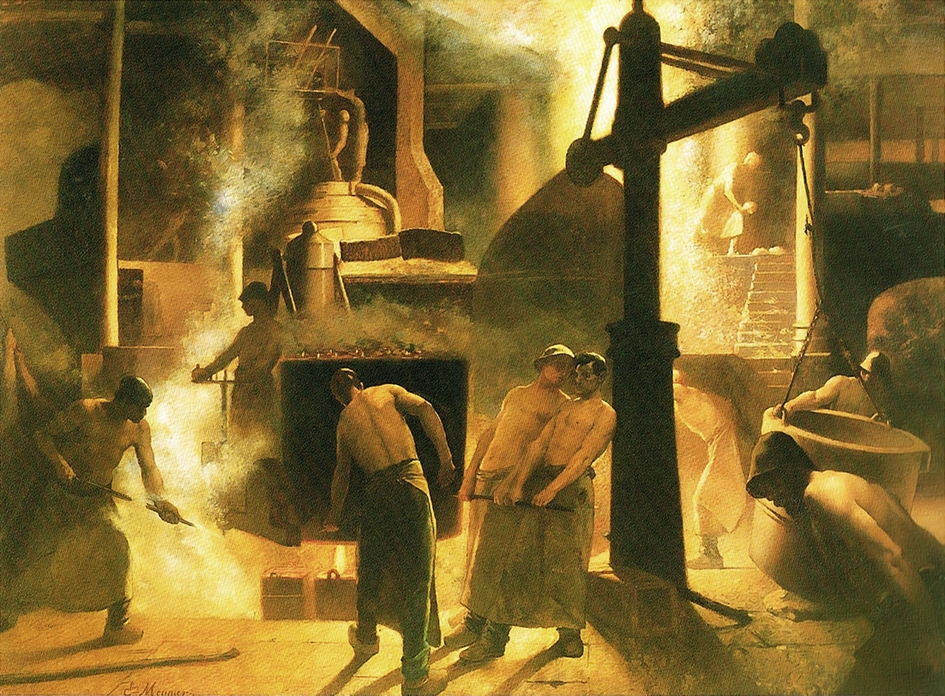
ウグレでの製鋼、コンスタンタン・ムーニエ作、19世紀末。

独立まもなくのベルギー社会は（特に小さな村など郊外の地域では）伝統的であり、教育水準も低かった。そのため、「不活発」、「文化的に休止状態」で、まるで伝統主義の堡塁のようなベルギーが大陸ヨーロッパにおける産業革命の最先端まで躍進することを予想した人は少なかった。しかし、ベルギーはイギリスに次いで産業革命が起こった第2の国であった。ベルギーの経済は銀行業と工業が緊密に連携して、工業輸出に集中した開放経済に発展した。ベルギーは大陸ヨーロッパの産業革命を先導し、一方オランダは落伍した。
ベルギーにおける産業革命は南部のワロン地域において1820年代中期に始まり、1830年以降が最盛期になった。安い石炭が容易に入手できることが資本家を惹きつけた理由だった。コークス高炉が使われた工場や撹錬工場、圧延工場がリエージュやシャルルロワ近くの炭鉱地帯に多く開設された。その旗手となったのがイギリスからの移民ジョン・コッカリルであった。彼がセランで開設した工場は1825年までに原材料供給からエンジニアリングまでの全ての工程を統合した。
ベルギーの工業はワロン工業地帯、エヌ川、サンブル川、マース川の谷に広まった。1830年頃に鉄が重要になったときには既にベルギーの石炭業が成熟しており、ポンプに蒸気機関を使用した。石炭は現地の工場や鉄道に売ったほか、フランスやプロイセンにも輸出した。
ベルギーの工業時期、主に綿や亜麻を使用した織物業は工業労働者の約半分を雇用した。ベルギーの工業都市は1880年代までヘントだったが、その後は成長の中心地が鋼鉄業のあるリエージュに移った。
ワロン地域は炭田が多く、石炭層が地中の浅いところにあったため、最初は深く掘る必要もなく多くの小型炭坑が作られた。採掘権の法制は複雑で、同じ場所で違う深さにある石炭層の所有者が異なることも多かった。蒸気ポンプ技術の発展により、実業家は段々と深いところにある石炭層を目指すようになった。1790年時点で最も深いところにある炭坑は地下220メートルだったが、1856年にはモンスの西にある炭坑の深さは平均で361メートルになり、1866年にはそれが437メートルまで上がり、一部の炭坑は900メートルに達し、最も深い炭坑は深さ1,065メートルでおそらく当時全ヨーロッパ最深であった。ガス爆発が深刻な問題になり、死亡率も高かった。19世紀末までに石炭層が枯渇するようになると、鋼鉄業はルール地方から石炭の一部を輸入した。
石炭が安く、入手しやすいため、大量の石炭を必要とする金属とガラスの生産会社が惹きつけられた。その結果、炭鉱地帯の近くは同時に工業地帯にもなった。ワロン工業地帯、特にシャルルロワ周辺にあたるペイ・ノワールは第二次世界大戦まで鋼鉄業の中心地であった。

#### 鉄道

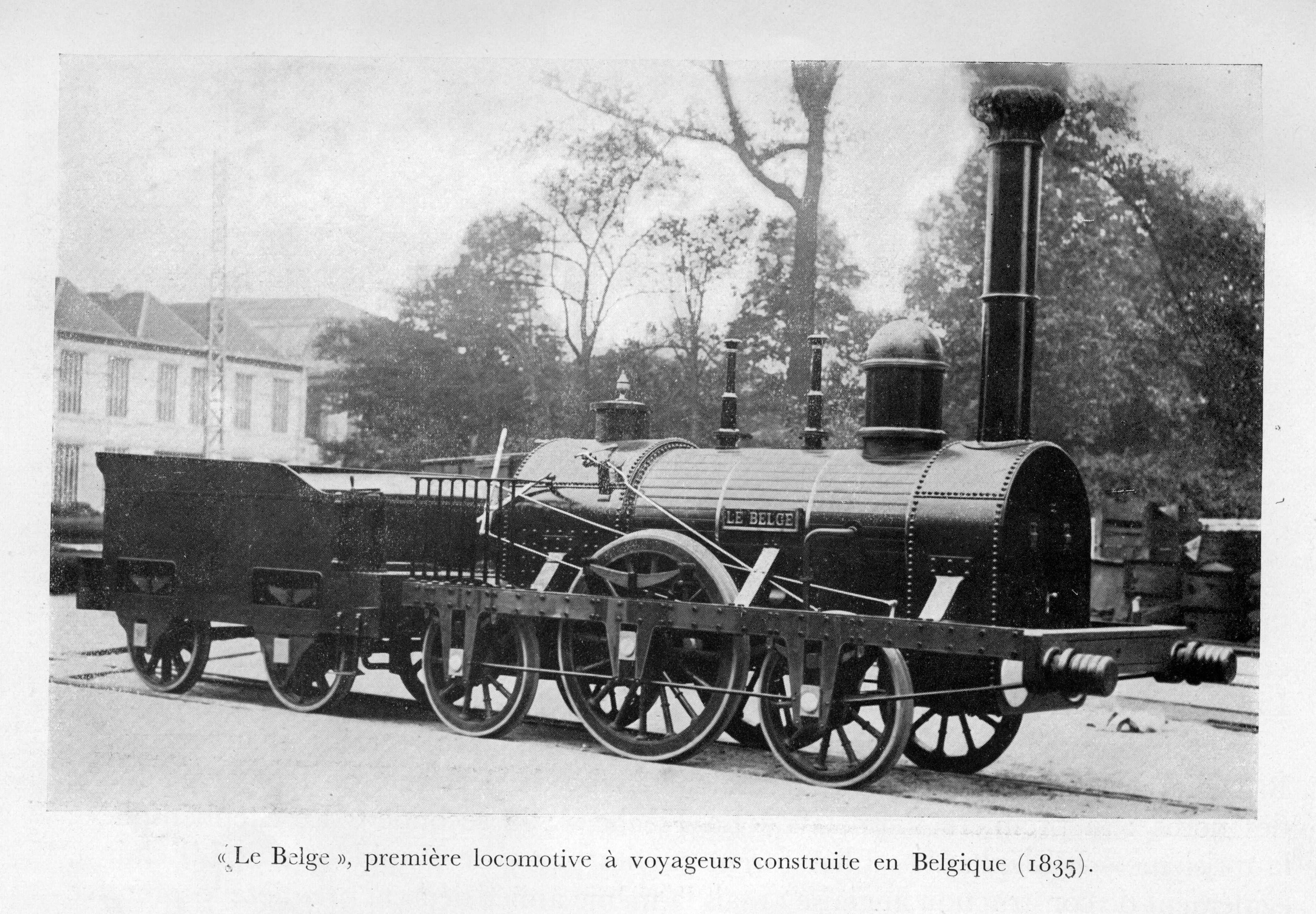
初のベルギー製蒸気機関車ル・ベルジュ、1835年製。

ベルギーの事例は鉄道が産業革命を加速することを証明する好例である。ベルギーは主要都市、港口、炭鉱地帯、そして近隣諸国を繋ぐ十字形の鉄道路線を建設した。その結果、ベルギーは近隣地域の鉄道の中心地になった。レオポルド1世は続いて1835年に大陸ヨーロッパ初の鉄道（ブリュッセル＝メヘレン間）を開通した。初期の列車はイギリスから輸入したスチーブンソン式機関車を使用した。その後、より短距離の鉄道、例えばリエージュ＝ジュマップ間の鉄道は民間企業による入札請負で建設され、「低地諸国全体の小型在来線拡張のモデルになった」。
ベルギーは1900年代までに電車や鉄道部品の主要な輸出国になった。南米では合計で3,800kmの鉄道が、中国では1,500kmの鉄道がベルギーの会社所有であった。「電車王」として知られるベルギーの実業家エドゥアール・アンパンはパリのメトロ、カイロ、ブローニュ＝シュル＝メール、アストラハンの電車など世界中に多くの公共交通機関を建設した。アンパンの会社はカイロの郊外にヘリオポリスを建設した。
他にはコッカリル＝サンブル（鋼鉄業）、エルネスト・ソルベーの化学工場、ファブリケ・ナショナル・デルスタル（銃器メーカー）といった実業がある。

### 自由主義とカトリック主義
サミュエル・クラークによると、ベルギーの政治は「カトリック派と自由派という2つの政治グループの抗争に支配された。概略的に言うと、カトリック派は社会の中のより宗教的、保守的、田舎的な集団を代表し、自由派はより世俗的、進歩的、都市中産的な集団を代表した」。そのため、1890年代に社会主義者が現れる前、ベルギーの政界は保守派のカトリック党と世俗的な自由党に分裂した。自由党は反教権であり、教会の権力を削ろうとした。紛争は1879年から1884年までの第一次学校戦争で最高峰に達した。このとき、自由党は小学校教育をより世俗的に改革しようとし、カトリック党は激怒して改革を阻止した。学校戦争によりカトリック党がベルギーの政治で優勢になり、この状況は1917年まで変わることがほとんどなかった。
宗教問題は大学教育にも飛び火、ブリュッセル自由大学など世俗的な大学がルーヴェン・カトリック大学などのカトリック大学と競争した。

### 言語問題
ベルギー北部ではオランダ語など低地フランク語の話者が多数だったが、南部ではフランス語、ワロン語、ピカルディ語などオイル諸語の話者が多数であった。1830年のベルギーの独立時、政府の公用語として採用されたのはフランス語で、ベルギーの文化もフランスのそれに深く影響されたが、その背景には工業地帯である南部がベルギーの経済を支えていたこともあった。低地フランク語は「二流文化の言語に降格された」。フランデレン住民の一部は反発して自分たちの言語とフランス語の平等を目指した。また1840年代以降にフランデレン文化と歴史、そしてフランデレン人という身分に対する意識が高まったことも反発の一因であった。1302年の金拍車の戦いなどフランデレンの戦勝は祝われ、ヘンドリック・コンシャンスらによるフランデレン文化運動が生まれた。ほぼ同時期にはジュール・デトレ率いるワロン運動も生まれた。しかし、普通選挙によりフランス語話者が政治的に少数になったため、ワロン運動は主にフランス語話者が多数である地域におけるフランス語の保護に集中、フランデレン地域におけるオランダ語使用の拡大には異議を唱えなかった。
フランデレンが目指した言語の平等（特に学校と裁判所における平等）は1920年代と1930年代に成立した一連の法律でようやく達成された。オランダ語はオースト＝フランデレン州、ウェスト＝フランデレン州、アントウェルペン州、リンブルフ州、ブラバント州東部における政府、教育、裁判所の公用語になった。ワロン地域ではフランス語が公用語のままであり、フランス語化の進んだブリュッセルでは正式に2言語併用になった。一方、フランデレンでは少数ながら分離主義運動が起こり、第一次世界大戦中にドイツが支持したのち1930年代にファシスト化、第二次世界大戦期にはナチス・ドイツに協力した。

### 国際関係と軍事政策

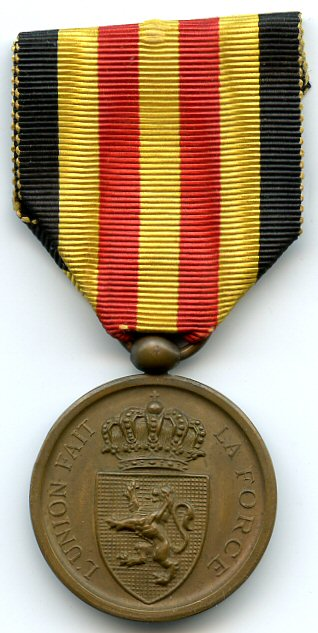
1870-71年記念勲章が普仏戦争に参戦したベルギー兵に贈られた。

1860年代中期のフランスによるメキシコ出兵ではベルギー人兵士約1,500人が「ベルギー遠征部隊」（Belgian Expeditionary Corps、ベルギー軍団とも）に参加して皇帝マクシミリアーノ1世のために戦った（マクシミリアーノ1世の妻はベルギー王レオポルド1世の娘シャルロットだった）。
ベルギーは1870年から1871年までの普仏戦争では参戦しなかったが、戦争が間近で勃発したためベルギーは軍を動員した。結果的には1839年に保証されたベルギーの中立は侵害されなかった。
戦争の後、ベルギー軍の近代化についての議論が沸き起こった。金持ちのベルギー人が徴兵されるときにお金を支払って代替を雇うことができるというランプレスモン制度が廃止され、徴兵制が改善された。しかし、国王レオポルド2世の圧力で首相ジュール・ダネタンが実施したこの政策はベルギーの政界を二分した。ワルテール・フレール＝オルバンの許にカトリック党と自由党が集結して反対、結果的にはダネタン内閣が無関係なスキャンダルで倒れて改革が失敗した。しかし、やがてベルギーの軍制は改革された。1909年の改革で兵役は前線8年と予備役5年の計13年で必須なものとされた。これによりベルギー軍の人数が膨れ上がり、ベルギー陸軍が計10万人のよく訓練された兵士を擁するとまでなった。国境線に沿って現代化された要塞が築かれ、アントウェルペンの国家要塞が建築され、リエージュやナミュールも要塞化された。これらの多くはベルギーの要塞建築家アンリ・アレクシ・ブリアルモンが建築した。

### 社会主義政党と労働組合の台頭
1873年から1895年までの長い大不況において、価格も賃金も下がって経済が停滞、労働者の不安も増えた。ベルギー労働党は1885年にブリュッセルで成立、1894年にカレニョン綱領を発表して資本主義を終わらせることと社会の徹底的な改造を呼び掛けた。ベルギー労働党は20世紀末まで与党になることはなかったが、政治への参加のみならずゼネラルストライキでも政府に圧力をかけた。
1892年から1961年まで、ベルギーでは大規模なストライキが20回行われ、うち7回はゼネラルストライキだった。ゼネラルストライキの多くには政治動機があり、例えば1893年ベルギーゼネラルストライキは普通選挙達成の助けになった。
ベルギーのゼネラルストライキはしばしば暴力に発展した。1893年のゼネラルストライキでは兵士がストライキに参加した群衆に発砲、数人が死亡した。カール・マルクスは「文明世界において、全てのストライキが熱心に、喜んで労働者階級の公式的な殺戮の口実にされるというただ1つの国がある。その祝福されたただ1つの国とはベルギーのことだ！」と述べた。
いずれにしても、労働組合の活動が一因となって、ベルギーでは比較的早く福祉制度が確立した。疾病補償金の制度は1894年に、任意老齢保険の制度は1900年に、失業保険の制度は1907年に設立され、近隣諸国よりもずっと先行した。

### 選挙権

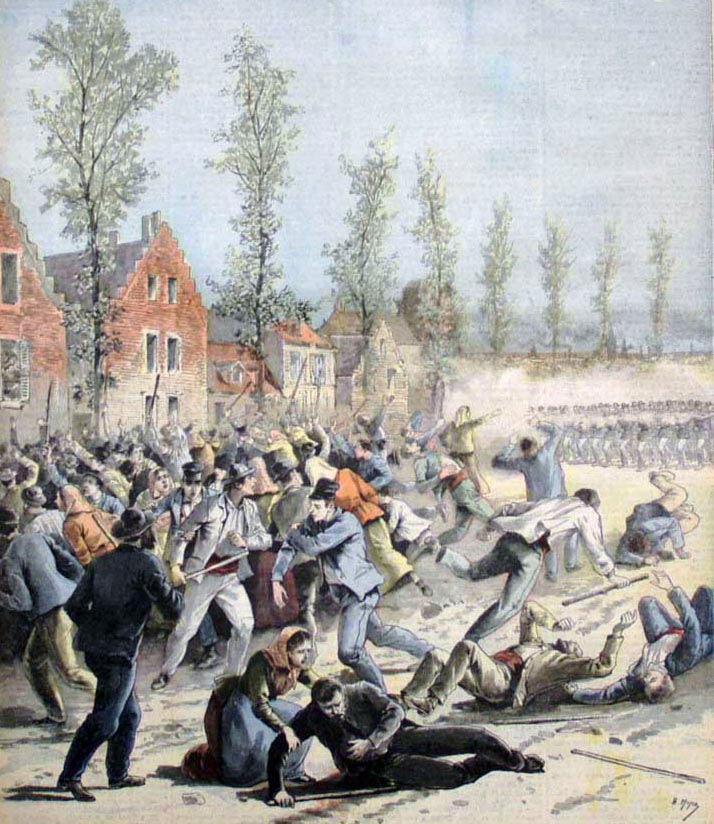
1893年ベルギーゼネラルストライキにおける「モンスの斉射」。普通選挙のために抗議をしているボリナージュ人が市民衛兵に撃たれる一幕。

1893年、ベルギー政府は男子普通選挙の提案を拒否した。激怒したベルギー労働党はゼネラルストライキを呼びかけ、4月17日までに5万人が参加した。市民衛兵との激しい衝突が全国規模で起こり、モンスではストライキ参加者数人が殺害された。暴力がさらにエスカレートしたのち、政府は譲歩して男子普通選挙に同意する代わりに財産、教育、年齢に基づく複式投票制を導入した。直後の1894年ベルギー総選挙では保守派のカトリック党が多数を維持、労働党が横ばいで自由党が惨敗した。
多くの国と同じように、ベルギーにおける女性選挙権は第一次世界大戦後に導入された。しかし、女性選挙権に対する最後の制限は1948年にようやく撤廃された。

### 文化
ベルギーの芸術と文学は19世紀末に復活を果たした。特にワロン地域ではフランス文学と美術の評論誌『青年ベルギー』が出版された。
ベルギー民族主義の中心となる要素はその歴史に対する学術研究である。この運動の立役者はドイツの歴史家レオポルト・フォン・ランケの学生ゴドフロワ・キュルトであった。キュルトはリエージュ大学で学生に現代の歴史研究手法を教えた。彼の教え子にベルギーの歴史家アンリ・ピレンヌがいる。

#### 建築とアール・ヌーヴォー

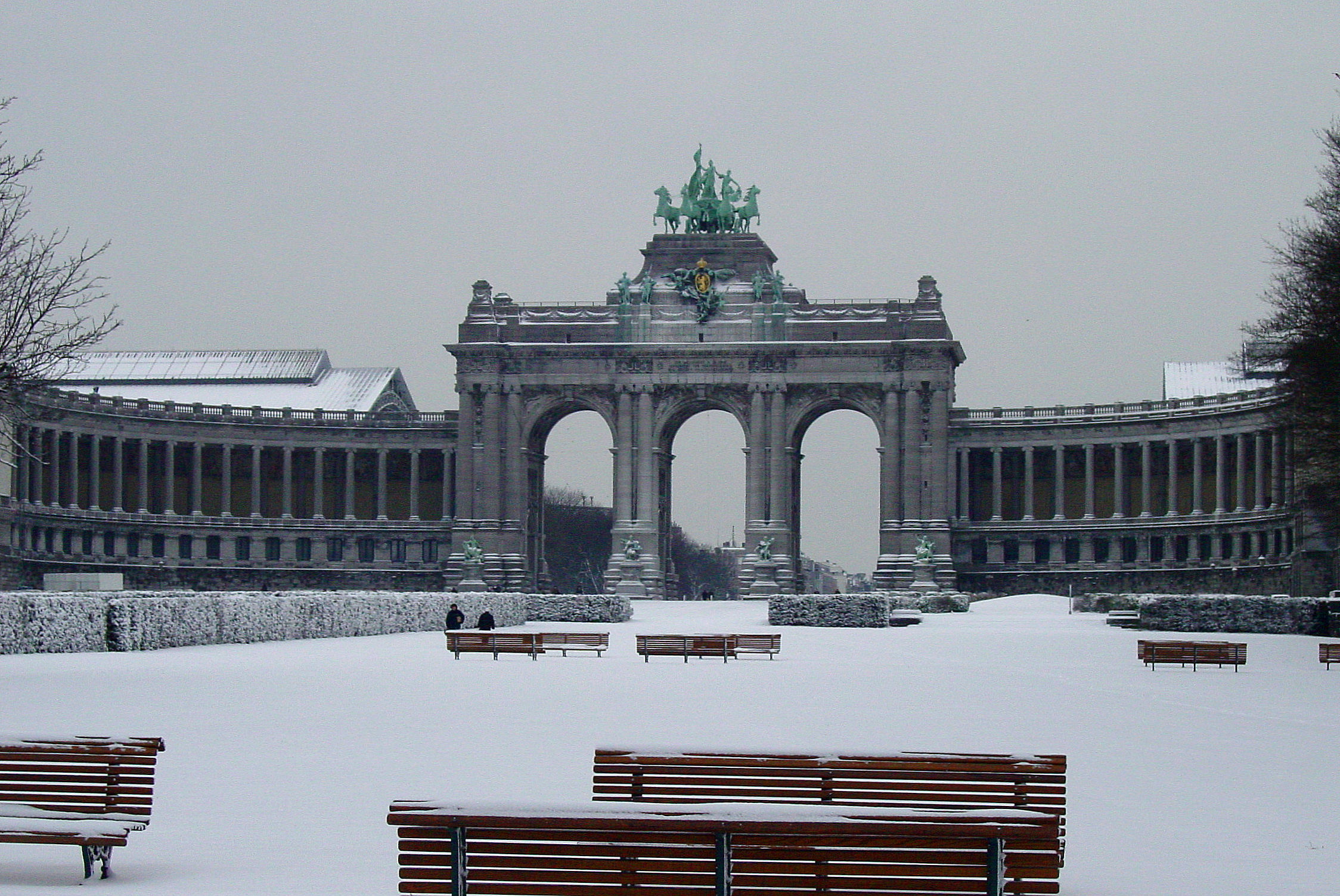
五十周年記念公園、ブリュッセル、1905年建設。

19世紀末から20世紀初頭、特に1860年代から1890年代にかけて、歴史主義建築と新古典主義建築がベルギーの都市部を支配した（特に政府の建物に多く見られる）。「建設王」として知られる国王レオポルド2世の支持を受けたため、この様式はブリュッセルのパレー・ド・ジュスティス（ジョセフ・ポウラエールによる設計）と五十周年記念公園で採用された。
1890年代末にはヨーロッパにおけるアール・ヌーヴォー様式が発展した主要都市の1つになった。建築家ヴィクトール・オルタ、ポール・アンカール、アンリ・ヴァン・デ・ヴェルデは設計した作品で有名になり、その多くがブリュッセルに現存する。特にオルタの作品は建築家ヴィクトル・オルタの主な都市邸宅群として世界遺産に登録されたが、メゾン・デュ・ペープルは1965年に取り壊された。

## 帝国
ベルギー人が「気が進まない帝国主義者」という見方が広まっているが、これはMatthew G. Stanardによって否定されている。彼は「一般人はやがて植民地を了解して、支持した。ベルギー人は帝国を支えるのに重要なことをしただけでなく、多くが帝国主義を確信するようになった。その証拠にコンゴを支持するプロパガンダが広まり、いつまでも残った上に熱心に支持されたことがある」と述べた。

### コンゴ自由国からベルギー領コンゴへ

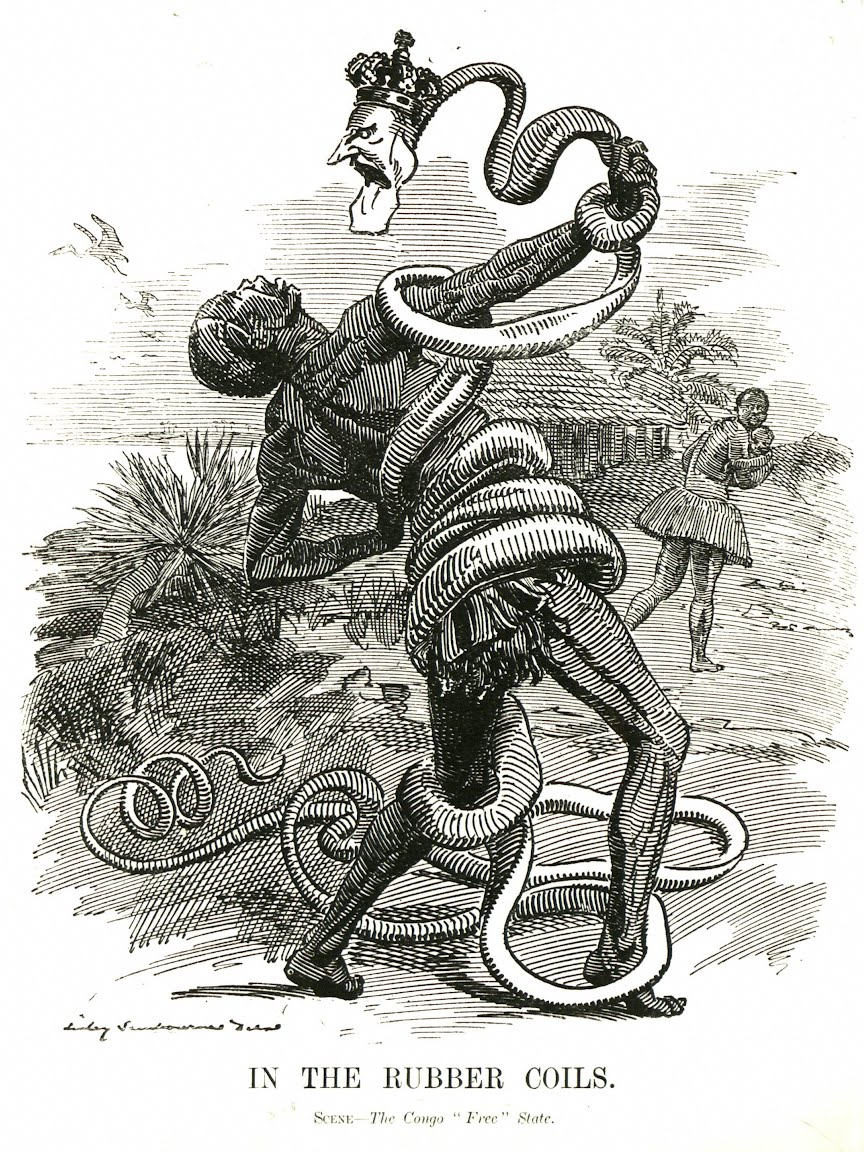
イギリスのパンチ誌より、1960年。ゴム製のつるという体を持つレオポルド2世がコンゴ人男性に巻き付く様子を示している。

国王レオポルド2世は1879年から1884年まで下コンゴで貿易営業所を設立したコンゴ国際協会の主要株主であった。1884年から1885年までのベルリン会議ではコンゴがレオポルド2世の私財と認められ、レオポルド2世は同地をコンゴ自由国と名付けた。元は全ヨーロッパの商人に開放される国際自由貿易地域であった。領土の面積は100万平方マイルにちょうど満たない程度であった。最初のインフラ整備計画は自由国時期に進められ、レオポルドヴィルから海岸までの鉄道（建設に数年間かかった）がその一例である。
コンゴ自由国時代はその非道の数々で悪名高かった。実質的にはレオポルド2世率いる私有会社によって運営されていたため、運営の目的は領土からの一次輸出でできるだけ多くの利益を得ることであった。ゴムがこのように大量生産されることは始めてであり、タイヤの製造に必要な原材料としてゴムの需要が拡大する中、コンゴのゴムの売り上げでレオポルド2世は大金を儲けた。1885年から1908年までの間、800万人のコンゴ人が搾取と病気により死亡、出生率も下がった。しかし、公式な統計がないためこれらは概算値である。
ゴム採集の規定量をに実効性をもたせるために、公安軍が設立された。公安軍は名目的には軍事勢力であり、第一次世界大戦の東アフリカ戦役と第二次世界大戦の東アフリカ戦役にも参戦したが、コンゴ自由国時期では主に郊外におけるゴム採集の規定量を実施することが任務であった。投獄や集団処刑はよく行われ、手足の切断ですらよく行われた。
宣教士からの報告により、英米などで道徳的非難が巻き起こった。中でもエドモンド・モレル率いるコンゴ改革協会が『赤いゴム』などのパンフレットを出版してベルギーを追及した。
ベルギー議会は植民地が財政上の負担になるとして長らく引き取ることを拒否したが、1908年に国際的圧力に屈して自由国を併合した。第二次世界大戦後、ベルギーは国際連合から（ほかの植民地と違い）政治改革が全く進んでいないことを非難された。ベルギー国内でのプロパガンダにもかかわらず、植民地に興味を持ったベルギー人は少なく、現地に向かった人は更に少なかった。帝国への熱狂が広まることはついぞなかった。また、ベルギー政府はコンゴ人のベルギー移住を制限した。

### 天津租界
ベルギーの天津租界は1902年に設置された。ベルギーからの投資は少なく、定住者もいなかったが、電灯と市街電車の供給契約には繋がり、いずれも利益を出した。1906年には天津が中国で始めて近代公共交通サービスを有する都市になった。鉄道の車両は全てベルギーから供給され、1914年には鉄道網が近隣のオーストリア、フランス、イタリア、日本、ロシア各租界に拡大した。

### ルアンダ＝ウルンディ
ドイツが第一次世界大戦で敗北すると、ルアンダ＝ウルンディは国際連盟からベルギーに統治を委任され、いわゆる委任統治領になった。
ベルギー時代の植民地統治政策はドイツ時代のそれと大同小異であり、民族によって身許証明書を分けるなどの政策は継続した。1959年には独立運動が盛んになり、フツの政党パルメフツによる煽動もなされた。翌1960年にルワンダ革命が起こり、ベルギーはフツを重用するようになった。ルアンダ＝ウルンディは1962年にルワンダとブルンジ王国と分離して独立した。

## 第一次世界大戦

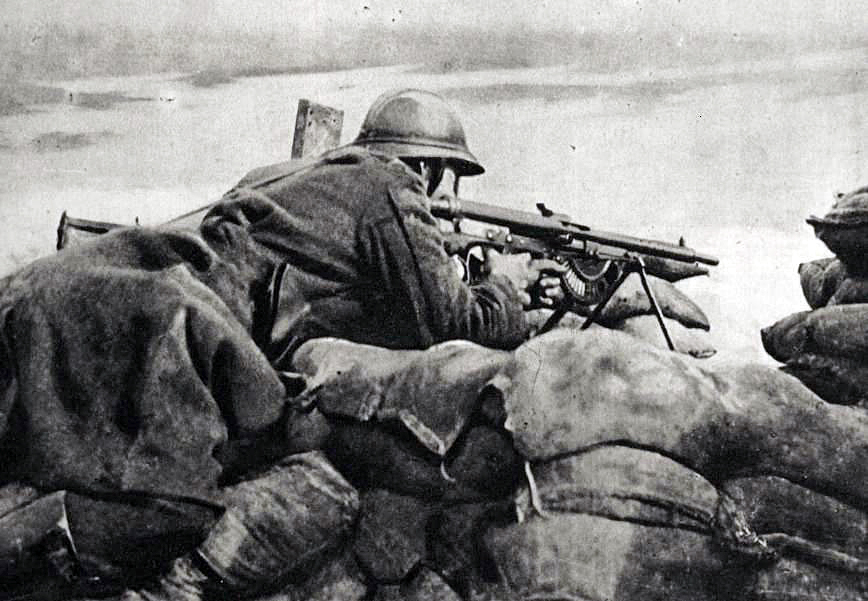
1918年、前線のベルギー人マシンガン射手。手に持っているのはショーシャ軽機関銃。

第一次世界大戦が始まると、ドイツはパリの早期占領を目指してシュリーフェン・プランを発動、中立のベルギーとルクセンブルクに侵攻した。イギリスは未だに1839年の協定で規定された、ベルギー中立の保障という義務があったので、それに従い参戦した。ベルギー軍は戦争初期にドイツに頑強に抵抗、10倍の人数を有するドイツ軍を相手に1か月近く足止めして、英仏に第一次マルヌ会戦での反撃を準備する時間を稼いだ。ドイツは鉄道の破壊などのレジスタンス行為を破壊活動で違法と見なし、レジスタンス行為に及んだ者を銃殺したほか、報復として建物に放火した。
ベルギーは1914年時点では経済が繁栄したが、4年間の占領期の後は死者数が少ないにもかかわらず貧困に陥った。というのも、ドイツ人が「効率よく、残忍にこの国を丸裸にした。機械、修理用の部品、天井を含む工場全体が東へと消えた。1919年、労働人口の80パーセントが失業していた」。

### 軍事上の役割
最初の侵攻の間、ベルギー軍は遅滞戦術をとった。これによりドイツの綿密な計画に遅れが生じ、ドイツが期待したシュリーフェン・プランによる早期決着の望みは潰えた。リエージュの戦いにおいて、リエージュの要塞は1週間以上ドイツ軍の攻撃に耐え、同盟軍に貴重な時間を稼いだ。「海への競争」においてもドイツ軍がイーゼル会戦でベルギー軍に足止めされた。このとき、国王アルベール1世はベルギー軍の指揮官としてイーゼル川に留まり、一方シャルル・ド・ブロケヴィル首相率いる政府はフランスのル・アーヴルに疎開した。ベルギー軍はその後、1918年まで前線で戦った。
ベルギー領コンゴの公安軍はアフリカ戦役で重要な役割を果たし、また東部戦線でもベルギーの小部隊が参戦した。

### 第一次世界大戦におけるドイツ占領期

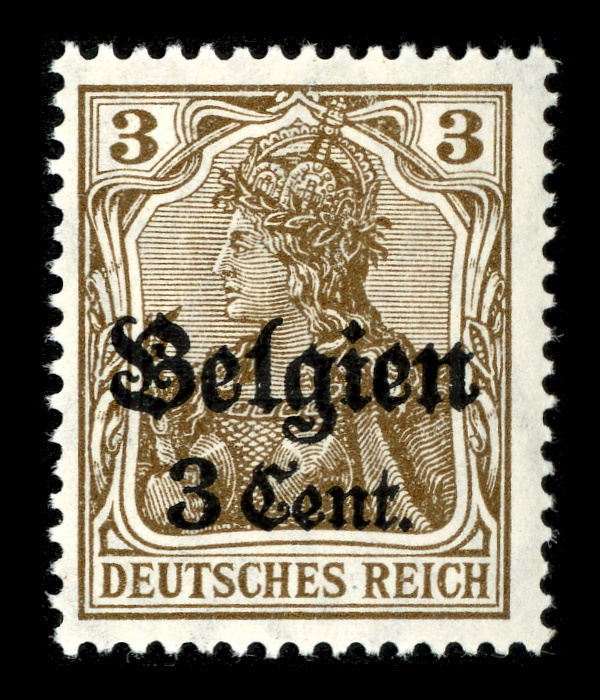
上から「ベルギエン」とプリントされたドイツの切手。

ドイツはベルギー総督府を設立して占領地を統治したが、ドイツに占領されなかった地域も小さいながら存在した。
ベルギー全土で戒厳令が敷かれた。公務員たちは戦争期でも通常通りの業務を継続した。
ドイツ軍は1914年8月から11月までの間、フランスとベルギーの民間人5,500から6,500人を処刑した。このような処刑は一般的にはドイツの下級士官によって大規模で、ほぼ無計画に行われた。パルチザン活動が疑われた人々は直ちに銃殺された。政治家アドルフ・マックスや歴史家アンリ・ピレンヌなどはドイツに移送された。
戦争の経験により、フランデレンでは民族意識が高まった。ドイツ当局はフランデレン人を圧迫された民と見なし、フラメンポリティクという親フランデレン政策を採用した。例えば、1918年には政府の補助を受けたフランデレンの学校でオランダ語が指導言語として導入された。これにより戦後にフランデレン運動が再び活発になった。フランデレンの前線党はベルギー軍のフランデレン人兵士で結党、分離主義こそ主張しなかったが、オランダ語の教育と政府における使用の拡大を主張した。
ドイツはベルギーを不毛の地にした。140万人以上の難民がフランスや中立国オランダへ逃亡した。戦争初期の数週間にわたる、ドイツ軍による組織的な残虐行為の後、ドイツの文民公務員が統治を引き継ぎ、厳格ではあったものの全体的には正しい政策をとった。激しいレジスタンス活動が行われたことはなかったが、ドイツの勝利のために働くことへの拒否といった偶発的ながら大規模な受動的抵抗があった。当時のベルギーは工業化の進んだ国であり、農場や小さな店は操業を継続したものの、大企業や大型工場などは操業を停止したか、大幅に縮小した。大学は閉鎖され、多くの出版社は新聞出版を取りやめた。E・H・コスマンによると、ベルギー人の大半は「戦争の4年間を長く、極めて退屈な休暇に変えた」という。1916年、ドイツは男性12万人をドイツに輸送して労働させたが、中立国からの抗議が殺到したためドイツは彼らを帰国させた。そして、ドイツは工場から使える機械を全て奪い、残りは鉄屑として製鋼工場に使われた。

### 国際援助
ベルギーが食糧危機に直面すると、アメリカの技術者ハーバート・フーヴァーが国際援助を組織した。これは史上初であった。フーヴァーのベルギー援助委員会はドイツと連合国の両方からの許可を受けた。フーヴァーは委員会の会長としてベルギーの国家援助及び食糧委員会会長エミール・フランキとともにベルギー全国への食料配給を行った。ベルギー援助委員会は数百万トンの食料を輸入して国家援助及び食糧委員会に配給を任せつつ、それを監視してドイツ軍に着服されないようにした。ベルギー援助委員会は自分の旗、艦隊、工場、鉄道を持つように至り、まるで援助のための独立共和国のようになった。政府からの援助金と民間寄付で毎月1,100万米ドルの予算を確保した。
同じくフーヴァーが指導したアメリカ救援局は最高で毎日1,050万人に食料を供給した。イギリスはベルギー援助委員会への支持を嫌がるようになり、代わりにドイツが援助を支援する義務を強調した。ウィンストン・チャーチルなどはベルギーへの援助が「軍事上の災難」であると考えた。

## 戦間期

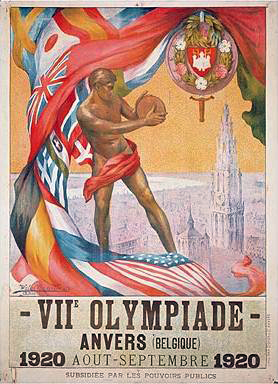
1920年アントワープオリンピックのポスター。

国王アルベール1世は勝利したベルギー軍を率いて帰国、戦争の英雄として国民に歓迎された。一方、政府と追放された者は密かに帰国した。ドイツが貴重な機械を奪い去ったため、ベルギーは荒廃した。1914年時点で3,470両あった機関車は戦後には81両しか残らず、製鋼工場51棟のうち46棟が損傷（26棟が全壊）、家屋10万軒以上と農地30万エーカー以上が破壊された。
1918年11月から12月にかけて、ベルギーがドイツ占領から解放されると、民衆による暴力の波も訪れた。政府は対応として1919年から1921年にかけて敵軍への協力に法的制裁を与えた。工場を畳んだ実業家は操業を継続した者への抑圧を求めた。戦中にボイコット運動を行い、執筆を取りやめたジャーナリストはドイツの検閲を受け入れた新聞社の厳罰を呼び掛けた。多くの人々は不当利得者を非難して、処罰を求めた。このように、ベルギーは1918年に既に占領による問題に直面しており、第二次世界大戦後にようやくそれを経験したヨーロッパ諸国よりもずっと先行した。
しかし、厳しい状況にもかかわらず、ベルギーはすぐに回復、1920年のオリンピックはアントウェルペンで行われた。1921年にはベルギー＝ルクセンブルク経済同盟が成立した。

### 第一次世界大戦の賠償
ドイツからベルギーへの賠償金は125億英ポンドと定められた。1919年のヴェルサイユ条約により、オイペン＝マルメディと中立モレネ、そしてフェン鉄道はベルギー領になった。現地民には請願に署名して割譲に「反対」する機会が与えられたが、当局からの脅迫があったため、署名する者は少なく、これらの領地は現代でもベルギー領のままとなる。
ベルギーはオランダが対独協力をしたとして、歴史的にベルギー領だった領土の併合を要求したが、拒否された。
1923年から1926年まで、フランス軍とベルギー軍はドイツ政府に賠償金支払い継続を迫るためにルール地方に派遣された。このルール占領の結果、ドーズ案が策定され、賠償金支払いが緩和された。
1925年、国際連盟はベルギー領コンゴの東部国境に接していた元ドイツ領東アフリカの一部をベルギーに委任統治した。この地域とはルアンダ＝ウルンディのことである。ベルギーは教育の普及を図ると国際連盟に約束したが、実際は補助金を受けたカトリック宣教師と補助金のないプロテスタント宣教師が教育を行った。1962年に同植民地が独立した時点でも高校以降に進学した現地民は100人に満たなかった。ベルギーがとった政策は「低コスト家父長主義」であり、ベルギーは委任統治委員会に対し「本当の任務はアフリカ人の本質を変え、その精神を変えることであり、そうするためには彼らを愛し、毎日接触を持つことを楽しまなければならない。彼らは自身の無思慮を直さなければならず、社会の中で生きることに慣れなければならず、自らの惰性を乗り越えなければならない」と述べた。

### 芸術と文化

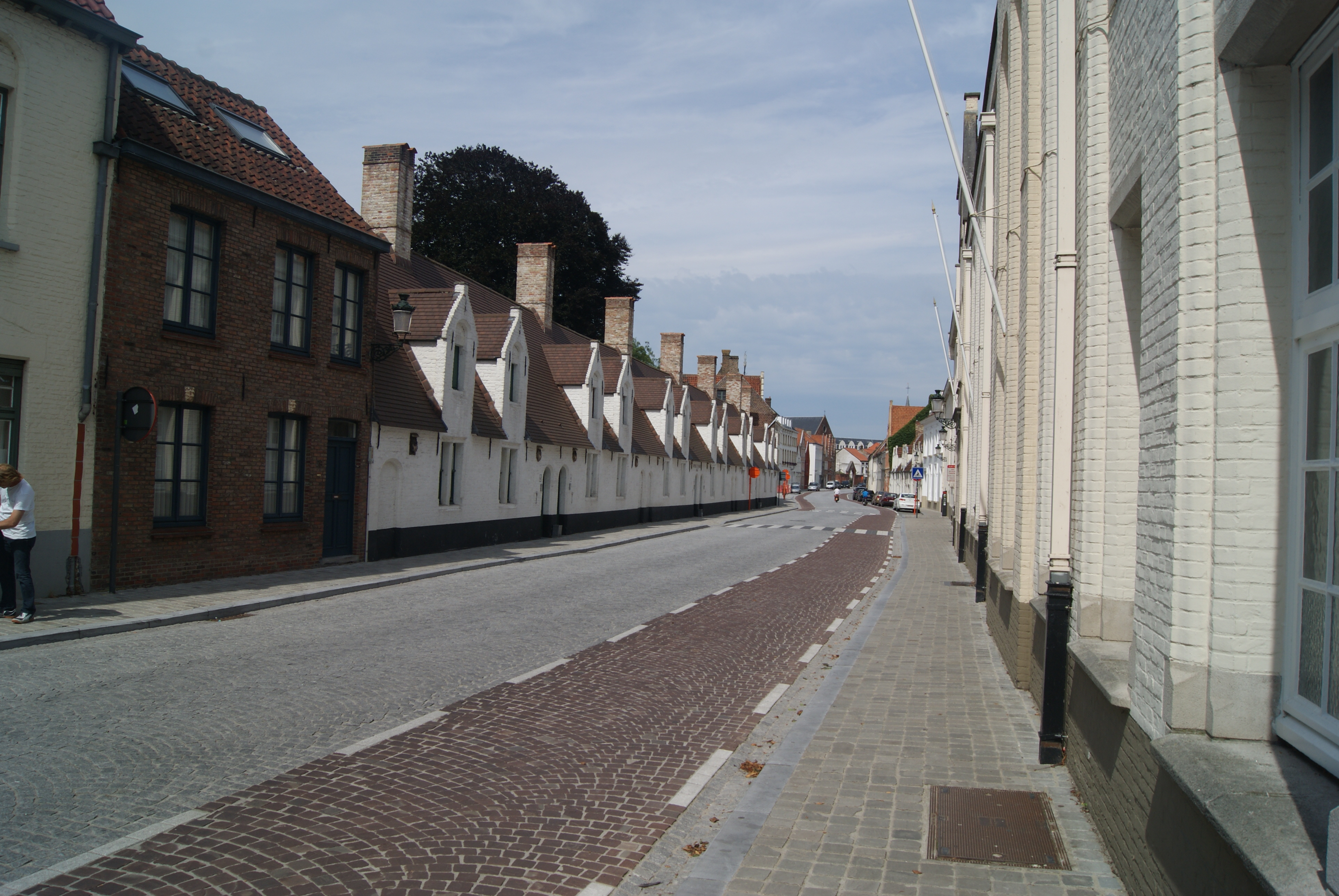
ベルギーの歴史的な街並み

表現主義はフランデレン地域で独特な形となって現れ、ジェームズ・アンソール、コンスタン・ペルメーケ、レオン・スピリアールトらが活躍した。
ベルギーの超現実主義美術は戦間期に発展を遂げた。ルネ・マグリット初の超現実主義絵画である『失われた騎手』は1926年の作品であり、ポール・デルヴォーも超現実主義の絵画を描いた画家の1人であった。
バンド・デシネ（ベルギーやフランスの漫画）は1930年代にベルギーで流行した。20世紀で最も人気な漫画の1つ、エルジェの『タンタンの冒険』は1929年に発表された。漫画の流行と共に大衆美術運動もおこり、エドガー・P・ジャコブ、ジジェ、ウィリー・ファンデルステーン、アンドレ・フランケンらが活躍した。

## 第二次世界大戦

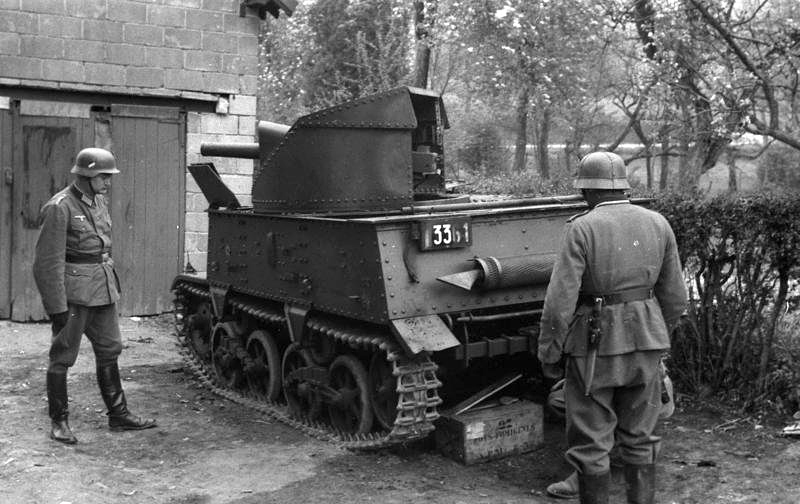
ドイツ兵がベルギーに放棄されたT-13戦車を調べる様子、1940年撮影。

ベルギーは大戦直前に不偏中立の政策をとろうとしたが、ナチス・ドイツ軍は1940年5月10日にベルギーに侵攻した。エバン・エマール要塞やK-W線など国境を守るための要塞群は侵攻初期にドイツ軍に攻略されるか迂回された。18日間の戦闘の後、総司令官である国王レオポルド3世を含むベルギー軍は5月28日に降伏した。ユベール・ピエルロ首相率いるベルギー政府は逃亡して亡命政府を組織した。

### イギリスにおけるベルギー軍

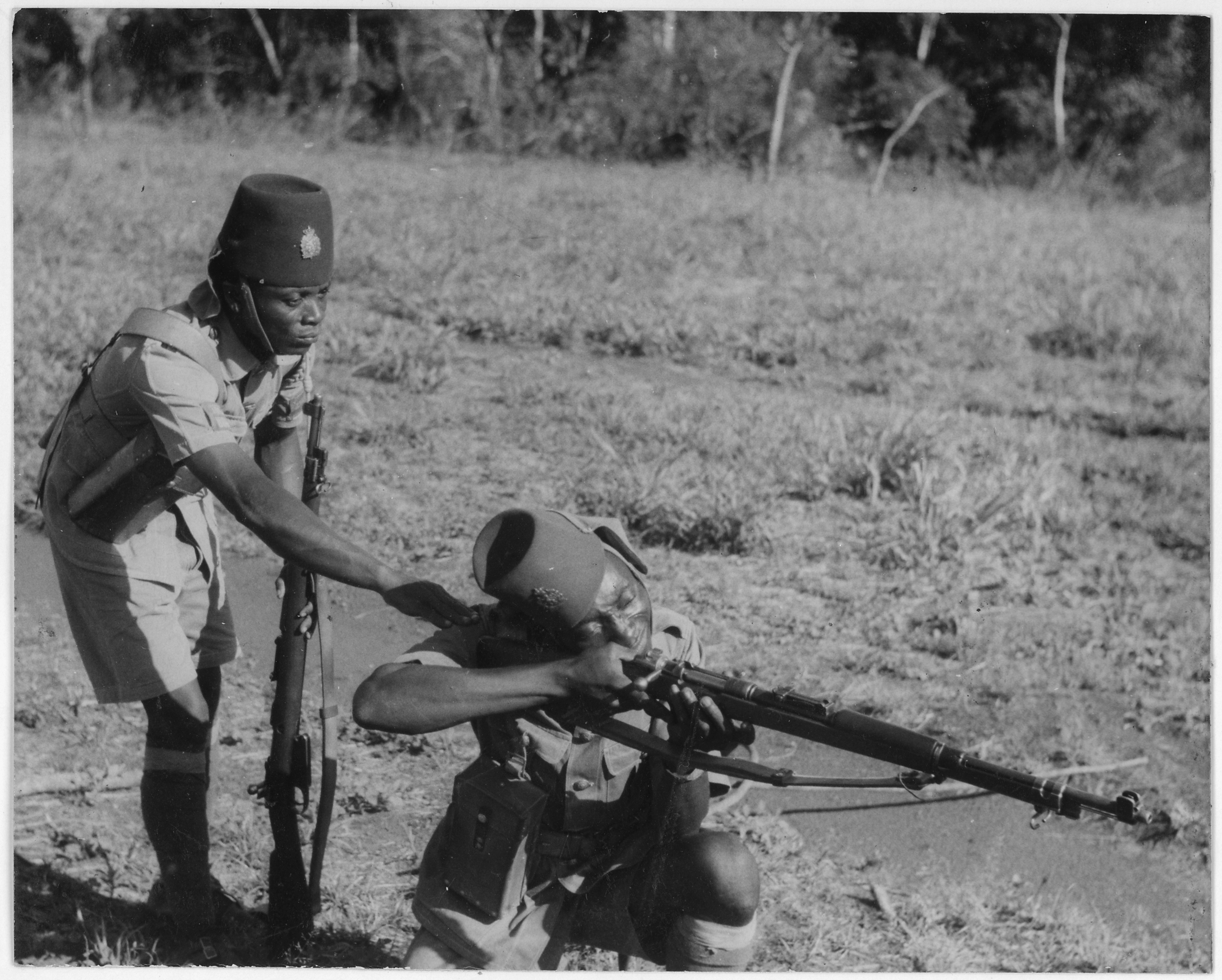
ベルギー領コンゴの公安軍兵士、1943年撮影。

1940年の敗北の後、ベルギーの兵士と市民の多くがイギリスに逃亡して亡命ベルギー軍に参加した。ベルギー兵士は第1ベルギー歩兵旅団を組織、ルクセンブルクからの兵士1個中隊も旅団に加入した。この旅団は指揮官ジャン＝バティスト・ピロンから「ピロン旅団」とも呼ばれる。ピロン旅団は1944年のノルマンディー上陸作戦、その後のフランスとオランダにおける戦闘に参加した。ベルギー人は第10コマンド部隊の1部隊を形成するなどイギリスの特別部隊にも参加、イタリア戦線やインファチュエイト作戦（ワルヘレン島への上陸作戦）に参加した。また第5特殊空挺部隊はベルギー人のみで構成された。
ベルギーの2個飛行隊（合計でパイロット400人以上）は戦争中にイギリス空軍に従軍、第349飛行隊と第350飛行隊として撃墜数50以上を記録した。
大西洋の戦いではベルギー人（1943年時点で約350人）がコルベット2隻と掃海艇数隻を操縦した。
ベルギー領コンゴも大きく貢献した。公安軍のコンゴ人兵士は東アフリカ戦役でイタリア軍との戦闘に参加した。コンゴ人兵士は中東とビルマでの戦闘にも参加した。コンゴが当時輸出していたゴムとウランは連合国にとって不可欠な資産になり、実際マンハッタン計画で使われたウランはユニオン・ミニエール社がコンゴのカタンガ州で採掘したものである。

### 第二次世界大戦におけるドイツ占領期

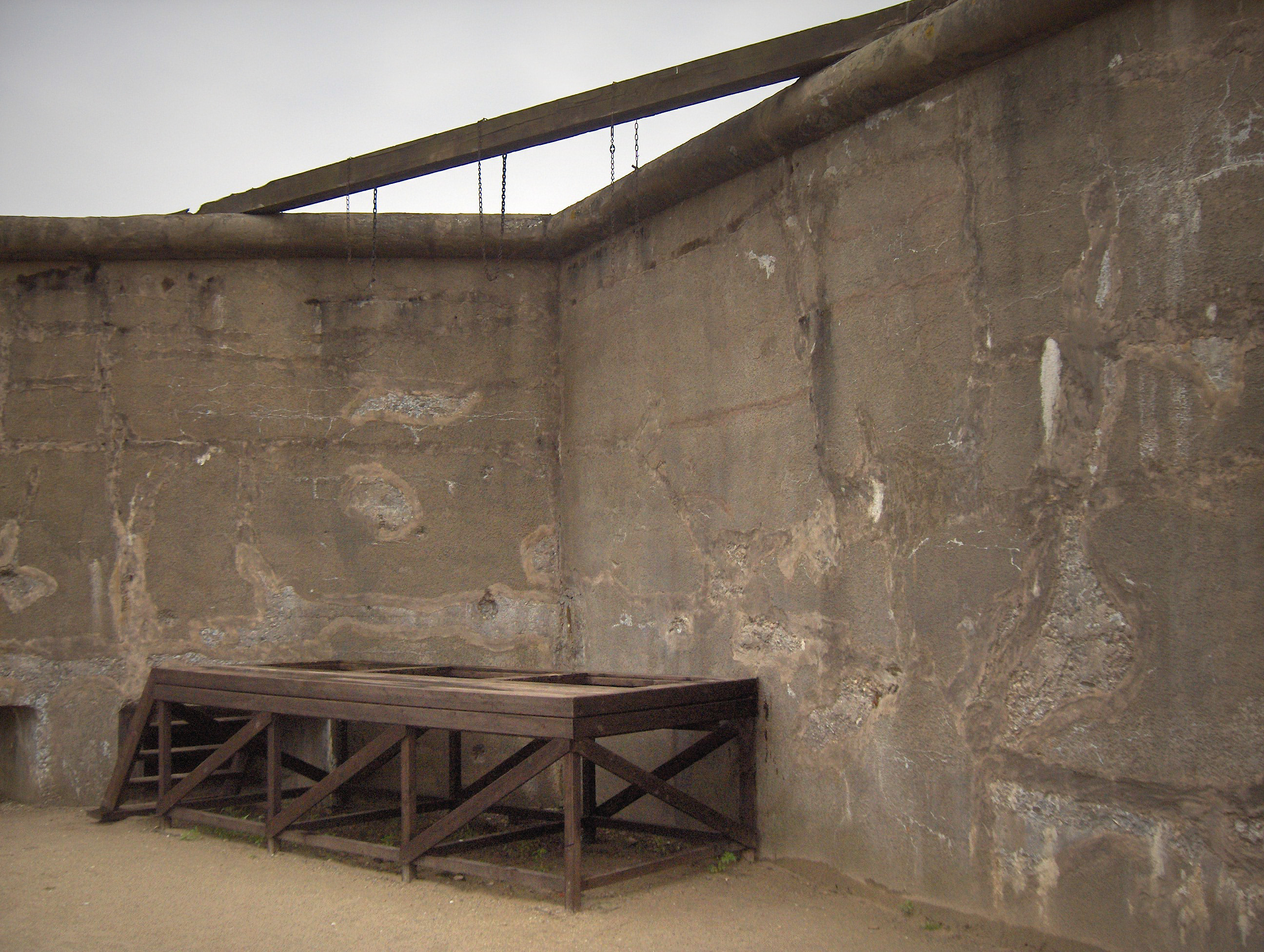
メヘレン近くのブレーンドンク拘留収容所、2007年撮影。

ベルギーは降伏から1944年9月に解放されるまで、ドイツの軍政下に置かれた。
メヘレン近くにあるブレーンドンク砦はナチスに接収され、ユダヤ人、政治犯、逮捕されたレジスタンスの留置と尋問に使われた。1940年から1944年までブレーンドンク砦に監禁された3,500人のうち、1,733人が死亡した。約300人が拘留収容所内で殺害され、うち少なくとも98人は栄養不良か拷問で死亡した。
1940年時点では7万人近くのユダヤ人がベルギー在住であり、うち46パーセントがメヘレン収容所から移送され、5,034人がドランシー収容所経由で移送された。1942年夏から1944年まで、ベルギーから東ヨーロッパへの輸送は28回行われ、ユダヤ人25,257人とロマ351人が輸送され、輸送先はアウシュヴィッツ＝ビルケナウ強制収容所であることが多い。終戦後に故郷に戻れたのは1,205人だけだった。

### レジスタンス
ベルギーではドイツの占領に対する抵抗が全ての階層、全ての政治信念を有する人々に見られたが、断片化していた。ベルギー亡命政府はアルメー・セクレト（Armée Secrète、「秘密軍」）の政策があったが、これは多くのレジスタンス組織を含む包括的な名称であった。共産主義者のフロント・ド・ランデパンダンスといった左翼の組織もあれば、レジオン・ベルジュ（Légion Belge）といった極右のレクシズム組織もあった。さらにグループG（Groupe G）といった、明らかな所属政党がない組織もあった。
ドイツへのレジスタンスは主に連合国の航空兵の逃亡を助けるという形で行われ、例えばコメット線という組織は航空兵約14,000人をジブラルタルに逃がした。サボタージュも多く行われ、グループGの活動だけでナチスに多大なダメージを与え、ナチスはその修復に2千万人時を要した。レジスタンスはまたユダヤ人とロマを強制収容所への移送から助けた。一例としては第20護送列車への襲撃がある。ほかには1941年6月にブリュッセル市議会がイエローバッジ配りを拒否したこともあった。多くのベルギー人がユダヤ人や政治的反体制者を匿い、保護を受けた人数は約2万人と概算された。

### 対独協力

親ナチスのレクシズム政党の旗。

ナチス占領期には対独協力をしたベルギー人もいた。戦前と戦中にはフランデレンとワロン地域に親ナチスの政治組織があり、影響力が最も高かったのはDeVlagとフランデレン国民連合、そしてワロン地域のカトリックレクシズム運動である。これらの組織はベルギー人にドイツ軍への従軍を促進するのに必要であった。例えば、武装親衛隊では第27SS義勇擲弾兵師団がフランデレン人で第28SS義勇擲弾兵師団がワロン人であった。Verdinasoなど一部の組織はフランデレン分離主義を主張したが、それほど支持を得られなかった。
戦後、ブレーンドンク砦の見張りなどの対独協力者は裁判ののち投獄されるか銃殺された。

### ベルギーの解放
ベルギーは1944年末に第1ベルギー歩兵旅団を含むイギリス、カナダ、アメリカ軍により解放された。1944年9月3日にはウェールズ衛兵隊がブリュッセルを解放、翌4日にイギリス第2軍がアントウェルペンを解放、カナダ第1軍は同月にアントウェルペン周辺での戦闘を開始した。アントウェルペンが深水港だったため補給に重要であり、連合国に重宝された。1944年10月のスヘルデの戦いは主にオランダ領で戦われたが、その目的はアントウェルペンへの水路を打開するためであった。1944年から1945年にかけての冬に戦われたバルジの戦いではアントウェルペンがドイツ軍の目標であり、結果的にはベルギー領土における激しい戦闘になった。
ベルギー解放の後、占領期にも国内に残ったベルギー人の多くが動員され、57個フュジリアー大隊に編入された。終戦までにベルギー人10万人が連合国軍に動員された。

## 戦後のベルギー

### 国王問題
終戦直後、1940年にドイツ軍に降伏した国王レオポルド3世が解放されたが、多くの内閣大臣がイギリスへ亡命した中で降伏を選択したことが国への裏切りにあたるか、論争になった。ベルギー大衆はレオポルド3世がナチスに協力したかを憂慮した。彼は1940年11月19日にドイツ南部のベルヒテスガーデンでアドルフ・ヒトラーと面会しており、戦中に再婚までした（再婚相手は平民のリリアン・バエル）。多くのベルギー人、特に社会主義者は彼の復権に強く反対した。レオポルド3世は1950年までスイスに滞在して帰国できず、弟のシャルル・ド・ベルジックが摂政を務めた。
事態を打開するために1950年には国民投票が行われたが、投票は接戦になった。フランデレン地域では70%がレオポルド3世を支持したが、ワロン地域では58%が反対、首都ブリュッセルでも51%が反対した。合計では57.68%が支持とレオポルド3世にやや有利であったが、リエージュ、エノーなどの都市部では社会主義者による大型デモが組織され、ゼネラルストライキが行われるに至った。
レオポルド3世は状況がさらに悪化するのを防ぐために、1951年7月16日に退位して20歳の息子ボードゥアン1世に譲位した。

### ドイツ占領、朝鮮戦争と欧州防衛共同体

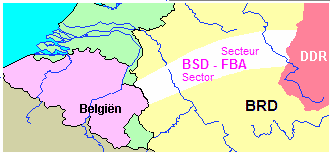
第二次世界大戦後、ベルギー軍に占領された西ドイツの地域。この地域はFBA-BSDと呼ばれる。

ドイツが1945年に敗北すると、ベルギー軍はドイツに派遣されて西ドイツの一部地域（"FBA-BSD"という地域）を占領した。このベルギー駐ドイツ軍は2002年に全て撤収した。
1950年代初期に計画された欧州防衛共同体はベルギーなどベネルクス諸国、ドイツ、フランス軍が共同して防衛にあたると定めた。計画が現実になることはなかったが、ベルギー軍が米軍風に再編成されるきっかけになった。ベルギーは北大西洋条約機構にも参加した。
1950年、ベルギー軍の志願兵が国連軍に従軍して朝鮮戦争に参戦、中国人民解放軍と朝鮮人民軍と戦った。ベルギー国際連合司令部は1951年初に韓国に到着、雪馬里の戦い、ハクタングニの戦い、チャトコルの戦いなどの戦闘に参加した。ベルギー国際連合司令部は米国と韓国から大統領表彰状を授与された。ベルギー人兵士のうち300人が戦死した。ベルギー兵はその後、1955年までに撤退した。

### ベネルクスとヨーロッパ

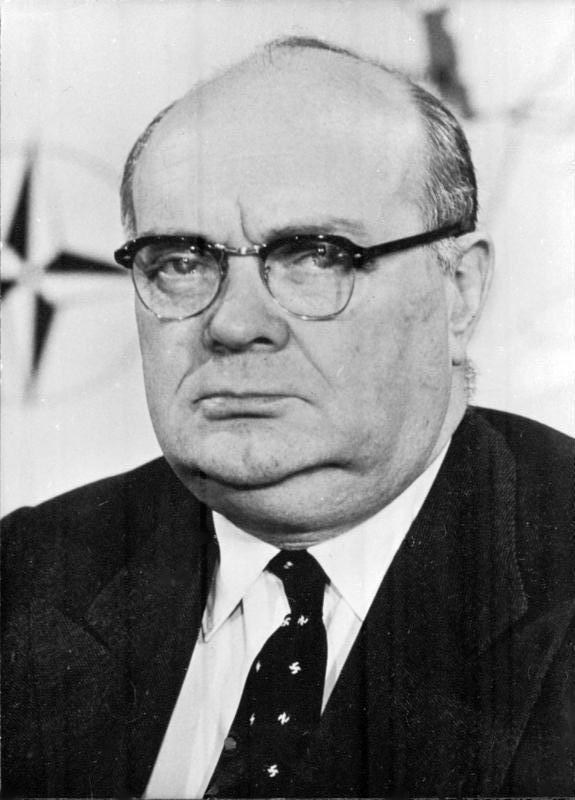
ベルギー首相を3度務めたポール＝アンリ・スパーク。スパーク報告の作成で知られており、欧州石炭鉄鋼共同体や欧州経済共同体などの国際組織を支持した。

1944年9月5日、ロンドン関税協定の締結によりベネルクス関税同盟が設立、1948年に発効した。1958年2月3日に締結された条約によりベネルクス経済連合が発足すると、関税同盟は1960年11月1日に消滅した。ベネルクス議会は1955年に設立された。
1948年3月17日にベルギー、オランダ、ルクセンブルク、フランス、イギリスの間で締結されたブリュッセル条約は北大西洋条約機構の先駆とされており、ベルギーは1949年4月4日に北大西洋条約機構に加入した。北大西洋条約機構の総部はブリュッセルにあり、欧州連合軍最高司令部も1967年以降モンス近くに置かれている。
ベルギーは1952年7月に設立された欧州石炭鉄鋼共同体とローマ条約により1957年3月25日に設立された欧州経済共同体の原加盟国である。1985年にはシェンゲン圏にも加入している。

### ベルギー経済の「奇跡」

#### マーシャル・プラン
米国のマーシャル・プラン（正式名称は「欧州復興計画」）により、ベルギーは1948年から1951年まで5.59億米ドルの援助金を得ており、しかも借款ではなかったため返済する必要もなかった。マーシャル・プランの目的は米国風の管理と労働慣習に沿った生産性向上を促進することであったが、これは障害に直面した。ベルギーの雇用者たちは賃金の上昇により生産性の向上には前向きだったが、米国は新しい「生産性の精神」をベルギーの工業に教えようとした。これは協調組合主義に沿った交渉を指していた。このため、アメリカの計画はフォーディズム風の経済システム、すなわち高賃金、高生産性、低価格の3点セットだけではなかった。1952年にベルギーの生産性向上事務局（Belgian Office for the Increase of Productivity）が遅ればせながら設立されると、アメリカの計画の政治的な意味が明らかになった。ベルギーの雇用者組織と労働組合が仲介者としての地位を利用して、米国風の管理を取り入れながらベルギーの状況にも適応させたため、「モダニスト」というレッテルを自分のものにし、当時ベルギーで吹いていた改革の風にも順応することができた。しかし、これは政治的な成功に留まり、経済自体では財閥がベルギーの重工業を支配して、アメリカ風の生産性という概念を取り入れることも、大規模な革新や投資を行うこともしなかったため米国の影響を限定させることができた。ベルギーの経済文化にアメリカが進出するのは結果的にはこの計画ではなく、経営者の要請によるものだった。

#### 成長と貧困
1945年から1975年までの間、ケインズ経済学が西欧を席巻し、ベルギーで特に影響力を発揮した。第二次世界大戦後、ベルギー政府は国債を全て取り消した。この時期にベルギーの高速道路が建設され、経済は大きく発展、生活水準も大きく上昇した。ロバート・ギルデイによると、「戦中に準備されたように、社会と経済の政策は社会改革で低減された自由資本主義を回復するよう設計された。労働組合はインフレーションを低減するための価格と賃金政策に関与、さらに連合国がアントウェルペンを戦争物資輸送の主要な始点としたことで、経済高度成長と高賃金が並行するいわゆるベルギーの奇跡を生み出した」。トニー・クリフの研究によると、1961年時点のベルギーでは労働者が「欧州経済共同体域内においてフランスに次いで」高い賃金を得ており、イタリアのそれより5割高く、オランダのそれより4割高かった。
しかし、戦後の成長にもかかわらず、多くのベルギー人は貧困のままであった。生計保証のための国民行動（National Action for Security of Subsistence）という貧困対策団体の集まりによると、1967年時点で人口の1割近くにあたる90万人が貧困状態にあった。また1970年代初期には代替経済に関する作業グループ（Working Group on Alternative Economics）という社会科学者の集まりが人口の約14.5%が貧困状態にあると概算した。
第二次世界大戦はベルギー経済の転換期になった。フランデレン地域がベルギー独立革命以来農業地帯のままであり、戦中の損害が大きかったため、マーシャル・プランから最も多く利益を得た。経済的に後進である農業地帯であったため、欧州連合とその前身への加入を支持した。一方、ワロン地域では鉱山と工場の産物への需要が低減したため、緩やかな衰退に入った。

### 第二次学校戦争
1950年ベルギー総選挙で勝利して過半数を確保したキリスト教社会党が組閣すると、新しく教育相に就任したピエール・アルメルは私立（カトリック）学校の教師の賃金を上げ、私立学校への補助金を生徒数と関連付けるよう法改正を行い、反教権の自由党とベルギー社会主義者党からは「宣戦布告」として受け取られた。
1954年ベルギー総選挙で自由党とベルギー社会主義者党が連立政権を組閣、教育相レオ・コラールは即座にアルメルの政策を逆転させた。彼は多数の世俗学校を設立、教師を務めることには免状が必要と定めた。これにより多くの聖職者が教師の職を追われ、今度はカトリック側からの大規模なデモが起こった。最終的には1958年ベルギー総選挙で辛勝したガストン・エイスケンスのカトリック少数内閣が妥協、1958年11月6日の「学校協定」で学校戦争は終結を見た。

### コンゴ独立とコンゴ危機

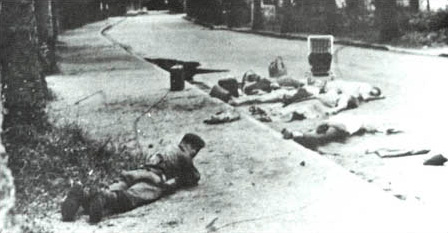
ドラゴン・ルージュ作戦中、人質の死体を遮蔽として使ったベルギー兵士、1964年11月、スタンリーヴィルにて。

1959年にコンゴで暴動が起きた後、元々計画された独立への緩やかな移行が大きく加速した。1960年6月、ベルギー領コンゴが短命なコンゴ第一共和国として独立、民主的に選出されたカリスマ性のあるコンゴ人で元政治犯であるパトリス・ルムンバが首相に就任した。ベルギー軍は撤退、公安軍はコンゴの支配下に置かれた。しかし、反乱した兵士がコンゴに残った白人を攻撃したことで治安が崩壊、ベルギー軍はベルギー国民を避難させるために短期間送り込まれた。
1960年7月、コンゴ南部のカタンガ州が独立を宣言、カタンガ共和国を建国した。カタンガの独立は当地に多くの財産を有するベルギーの鉱業会社と兵士の支持を受けた。同月、国際連合の平和維持軍がコンゴに派遣された。ほぼ無政府状態に陥ったこの時期には南カサイ地域まで独立を宣言した。ソビエト連邦が共産主義に友好的な政権を樹立することを防ぐために、ベルギーなど西側諸国はジョゼフ・モブツを支持、モブツはコンゴの政権を掌握した。ルムンバは殺害され、コンゴは内戦に陥った。ベルギーの落下傘部隊は再びコンゴに派遣され、今度はドラゴン・ルージュ作戦でスタンリーヴィルに囚われた人質の平民を救出する任務についた。最終的にはモブツが内戦に勝利、彼は再統一したコンゴをザイールと名付けた。

### 1960年-1961年のゼネラルストライキ

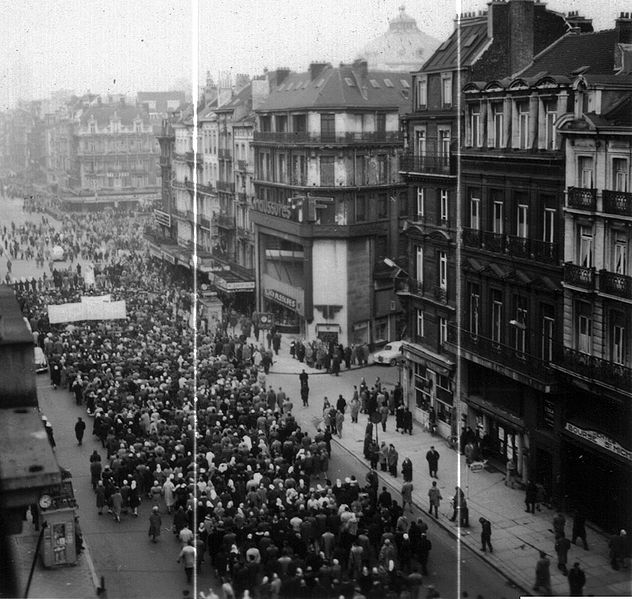
ワロン地域の労働者のデモ、1960年冬、ブリュッセルにて。

第二次学校戦争終結後の混乱の最中にある1960年12月、ワロン地域の製造業衰退により同地域でゼネラルストライキが起こった。ワロン人労働者は構造改革のほか、連邦制への移行も要求したが、ストライキはワロン地域でしか成功しなかった。ストライキは全国規模で行われることを予定したが、フランデレン地域の労働者はストライキへの参加に後ろ向きであった。ストライキを率いたのはアンドレ・ルナールであり、彼は闘争的な社会主義とワロン民族主義を一体にしたルナール主義を創始した。歴史家のルネ・フォックスはワロン地域の考えをこのように形容した。「1960年代初期、フランデレン地域とワロン地域の関係が逆転した。フランデレンは第二次世界大戦後に急激な工業化時期を迎え、外国資本（特に米国資本）の多くがフランデレンに投資された。一方、ワロン地域の炭坑と古ぼけた鋼鉄工場は危機に陥った。この地域は数千の勤め口と多くの資本を失った。オランダ語を話す、上向きに流動的な『人民主義ブルジョワジー』がフランデレン運動で見られるようになっただけでなく、地方行政でも国政でも影響力を発揮した。（1960年12月のゼネラルストライキは本来はガストン・エイスケンスの緊縮財政法に反対するものだったが、）ワロンが情勢の変化に対する怒り、不安、不満を表現する場に、ワロンの地域自治を要求する場に変わった」。
全国規模で見ると、1960年代のベルギー経済は平均成長率5%と穏健であったが、織物業と皮革工業の工場で古く生産性の低いものが次々と操業停止していた。鉱山の多くが枯渇して閉鎖され、リンブルフ州ツワールトベルフの鉱山が1966年に閉鎖されたときには炭鉱夫が暴動を起こし、炭鉱夫2人が死亡、10人が負傷、警察官19人も負傷した。また1973年には第一次オイルショックがベルギー経済を大きく影響した。

### 1964年医者ストライキ
1964年4月1日から18日にかけて、アンドレ・ウィネン医師（André Wynen）率いる医者ストライキが起こった。公費負担医療システムの設立に反対するためのストライキだったが、治療が得られずに死亡した患者が数人いたため国際世論の支持を得られなかった。

### 言語戦争
フランデレンの再起に伴い、政治でも徐々に人口の約6割を有するフランデレン人に権力が移された。1967年にはベルギー憲法のオランダ語公式翻訳がなされた。
言語戦争は1968年に旧ルーヴェン・カトリック大学がルーヴェン・カトリック大学（オランダ語）とルーヴァン・カトリック大学（フランス語）に分裂したことで頂点に達し、パウル・ファンデン・ブイナンツ内閣も言語問題で同年に倒れた。

### 連邦制への移行

フランデレンの旗。

言語に関する紛争の連続により、ベルギーでは不安定な内閣が続いた。右翼の自由党、左翼の社会主義政党、中道のカトリック政党といずれもフランス語圏とオランダ語圏とで分裂した。1962年11月8日の第1次ギルソン法（Gilson Act）により言語境界線が定められた。一部の地方自治体の境界が変更された（例えば、ムスクロンがエノー州の一部になり、フーレンがリンブルフ州の一部になり、そして少数言語に対する配慮が必要な自治体に25自治体が指定された）。1963年8月2日には第2次ギルソン法が施行され、ベルギーを4つの言語地域、すなわち、オランダ語、フランス語、ドイツ語の3地域とブリュッセル（フランス語とオランダ語の両方）に分けた。
1970年の第一次国家改革により、オランダ、フランス、ドイツという3つの文化共同体が成立した。改革はフランデレン地方が文化自治を要求したことへの対応だった。またワロン地域とブリュッセル首都圏地域のフランス語を母語とする市民が経済自治を要求したことへの対応として、同年に改憲が行われ、3つの地域が成立した。1970年2月18日、首相のガストン・エイスケンスはラ・ベルジック・ド・パパ（実質的にはベルギーの政治の一元主義を指す）の終わりを宣言した。
第二次国家改革は1980年に行われ、文化共同体が言語共同体に変わった。言語共同体は文化においては文化共同体と同じ権力を持ち、また健康政策や青少年政策など「人に関連する事柄」の責任も負った。これ以降、ベルギーはフラマン語共同体、フランス語共同体、ドイツ語共同体に分けられた。同時フランデレン地域とワロン地域も成立したが、フランデレンでは即座に地域と言語共同体を併合する決議がなされた。ブリュッセル首都圏地域の設立は1970年に約束されたが、このときは設立されず、次の国家改革を待たなければならなかった。
1988年から1989年、ウィルフリート・マルテンス首相が第三次国家改革を行い、19の基礎自治体で構成されたブリュッセル首都圏地域を設立した。ほかには言語共同体と地域の権限が拡大された。たとえば、教育の義務が言語共同体に転移された。

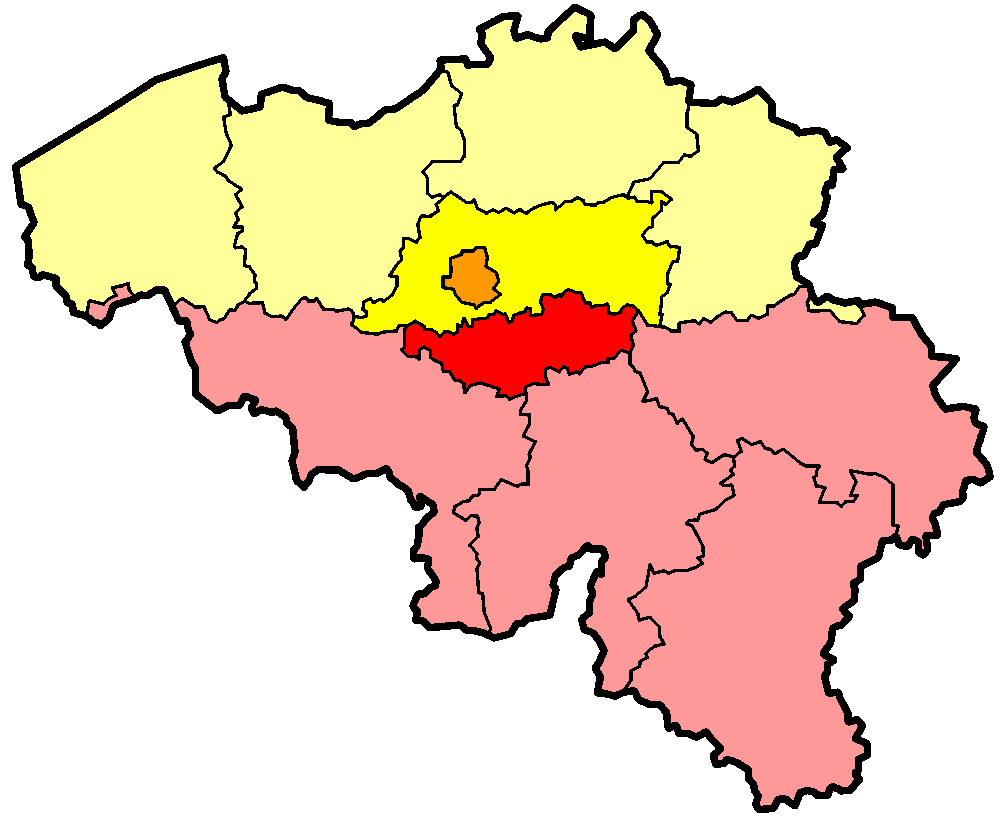
ブラバント州は1995年にフラームス＝ブラバント州（黄）、ブラバン・ワロン州（赤）、ブリュッセル（赤）に分割された。

1993年に首相ジャン＝リュック・デハーネが第四次国家改革を行い、第一次から第三次までの国家改革を総合して、ベルギーを完全な連邦制国家に変えた。ベルギーの憲法第1条が改正され、「ベルギーは言語共同体と地域で構成された連邦制国家である」になった。第四次国家改革では言語共同体と地域の権限が再び拡大され、特に財政関連での義務が拡大した。ほかには言語共同体と地域の議会を直接選挙で選出されるようにし、ブラバント州がフラームス＝ブラバント州とブラバン・ワロン州に分割され、ベルギー連邦議会の両院制、並びに連邦議会と連邦政府の関係を改革した。言語共同体と地域の議会の直接選挙は1995年5月21日に始めて行われた（1995年ベルギー地方選挙）。
しかし、連邦化は第四次国家改革では終わらず、2001年には第五次国家改革が行われた。改革はランベルモン協定（Lambermont）とロンバール協定（Lombard）に基づくものであった。首相ヒー・フェルホフスタットが主導したこの改革において、農業、漁業、国際貿易、開発協力、選挙支出の監査、政党への補助金などの権力が言語共同体と地域に移された。地域が12の地域税を徴収するようになり、地方政府と州政府が地域の事柄になった。始めて地域によって行われた地方政府と州政府選挙は2006年ベルギー地方選挙だった。ブリュッセルの政府組織の機能も変更され、ブリュッセル首都圏地域議会にフランデレン住民の代表が必ず送り込まれるようにした。
2011年末、ベルギー現代史における最も長い政治危機を経て、フランデレン民族主義者を除く4党派（社会主義者、自由主義者、環境主義者、キリスト教社会主義者）が合意してベルギー第六次国家改革を行った。この改革ではまたしても権力が連邦から言語共同体と地域に移された。元老院が直接選挙から地方議会の集まりになり、ブリュッセル首都圏地域が自治とされ、地域が経済、雇用、家族福祉などでの権力を得た。
ベルギーは欧州経済共同体の草創国の1つである。1999年から2002年の間、ベルギー・フランが徐々にユーロに代替され、為替も1ユーロ = 40.3399フランに固定された。ベルギーのユーロ硬貨は裏面に国王アルベール2世が描かれることが多い。

### 政党
1960年代以降、それまでフランデレンとワロンの両地域で選挙に出馬した政党は言語問題で分裂した。キリスト教社会党は1968年に分裂、ベルギー社会主義者党も1978年にフランス語圏の社会党とオランダ語圏の社会党・別に分裂した。自由派の自由と進歩党も1992年に分裂した。
1996年のマルク・デュトルー事件と1999年のダイオキシン事件により既存政党への支持が失墜、カトリック票が失われると、環境主義の政治がベルギーで成功した。

## 1990年以降

### マルク・デュトルー事件
1996年、政治と刑事裁判制度に対する信頼がマルク・デュトルー事件により大きく揺らいだ。マルク・デュトルーとその共犯が少女を誘拐、強姦、殺害した事件であった。議会による査問では警察が無能で官僚的とされ、刑事裁判制度も官僚的で被害者とのコミュニケーションと支援が弱く、また訴訟手続きが遅く、犯罪者に使われた抜け穴が多かったとされた。事件の余波として、1996年10月26日にベルギー人約30万人がブリュッセルでの白の行進に参加するに至った。

### ベルギーによる外国への軍事介入

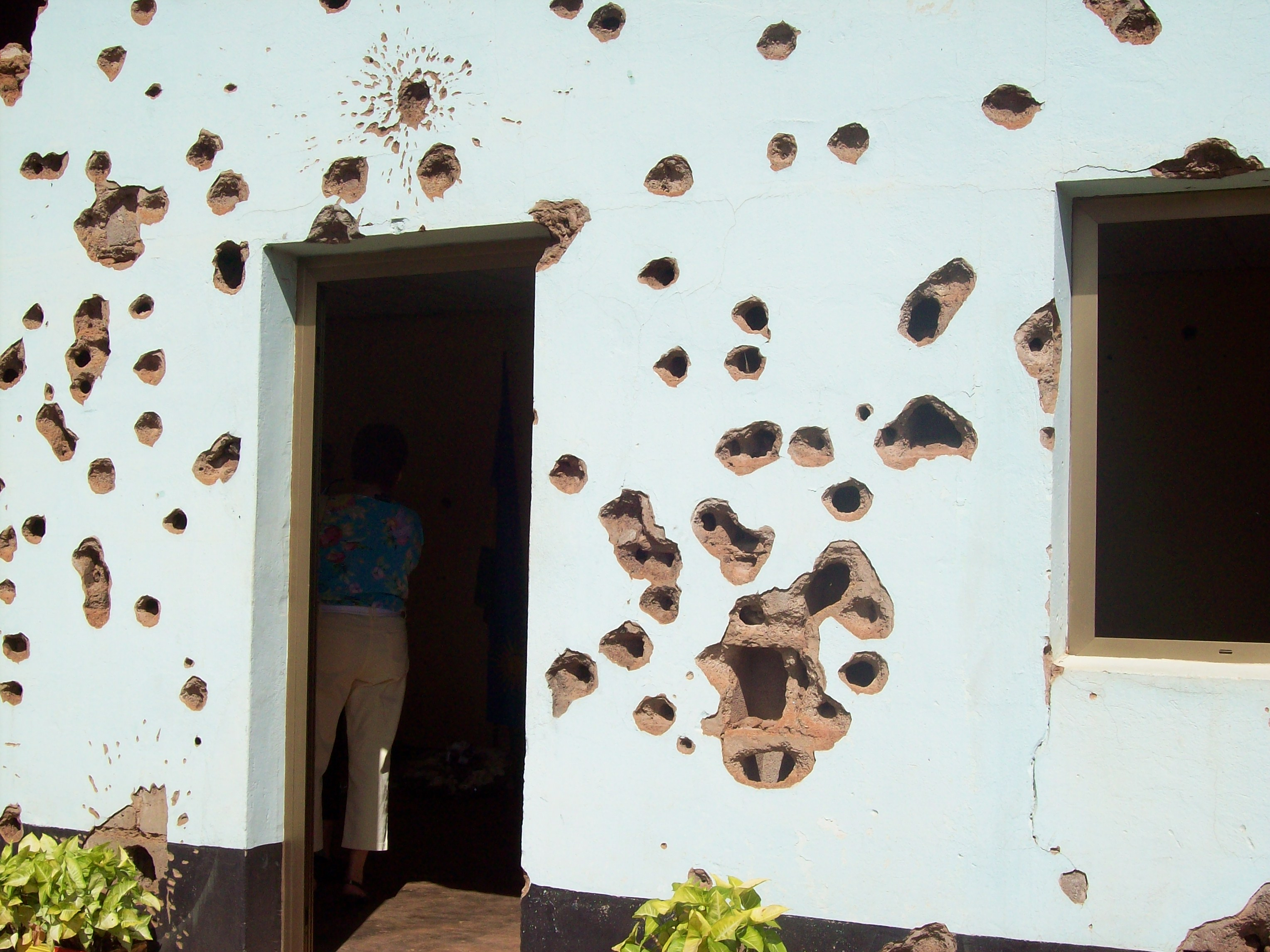
ルワンダ首都キガリの国際連合ルワンダ支援団ベルギー兵虐殺事件が行われた場所、2007年撮影。

1993年、ルワンダ紛争中に国際連合が派遣した国際連合ルワンダ支援団ではロメオ・ダレール率いるベルギー派遣軍が含まれた。ベルギーは元宗主国として、兵士を派遣した諸国の中で最も多い約400人を第2コマンド大隊から派遣した。
1994年のハビャリマナとンタリャミラ両大統領暗殺事件の後、ベルギー派遣軍のうち10人が政府軍により誘拐され、手足切断のうち殺害された。ベルギーは国際連合ルワンダ支援団が誘拐されたベルギー兵を救えなかったとして、派遣軍を引き上げさせた。ベルギー軍がルワンダ支援団のうち人数が最も多く有力だったため、ベルギー軍の退去により支援団は力を失い、ルワンダ虐殺を阻止できなかった。
第二次国際連合ソマリア活動の一部として行われた希望回復作戦ではベルギーの落下傘部隊が援助の輸送と平和の維持を行い、配備中にベルギー兵士数人が死亡した。
1999年のコソボ紛争中、ベルギーの落下傘部隊600人が北大西洋条約機構の作戦に参加、アルバニアとマケドニアにおけるアルバニア人難民を保護、援助した。同年にはベルギー兵士1,100人がコソボに派遣されてKFOR（コソボ治安維持部隊）に参加した。
ベルギー兵士はレバノンでも国際連合レバノン暫定駐留軍として駐留した。ベルギー兵士約394名がレバノンで地雷除去と医療に従事した。またフリゲート艦も1隻派遣された。

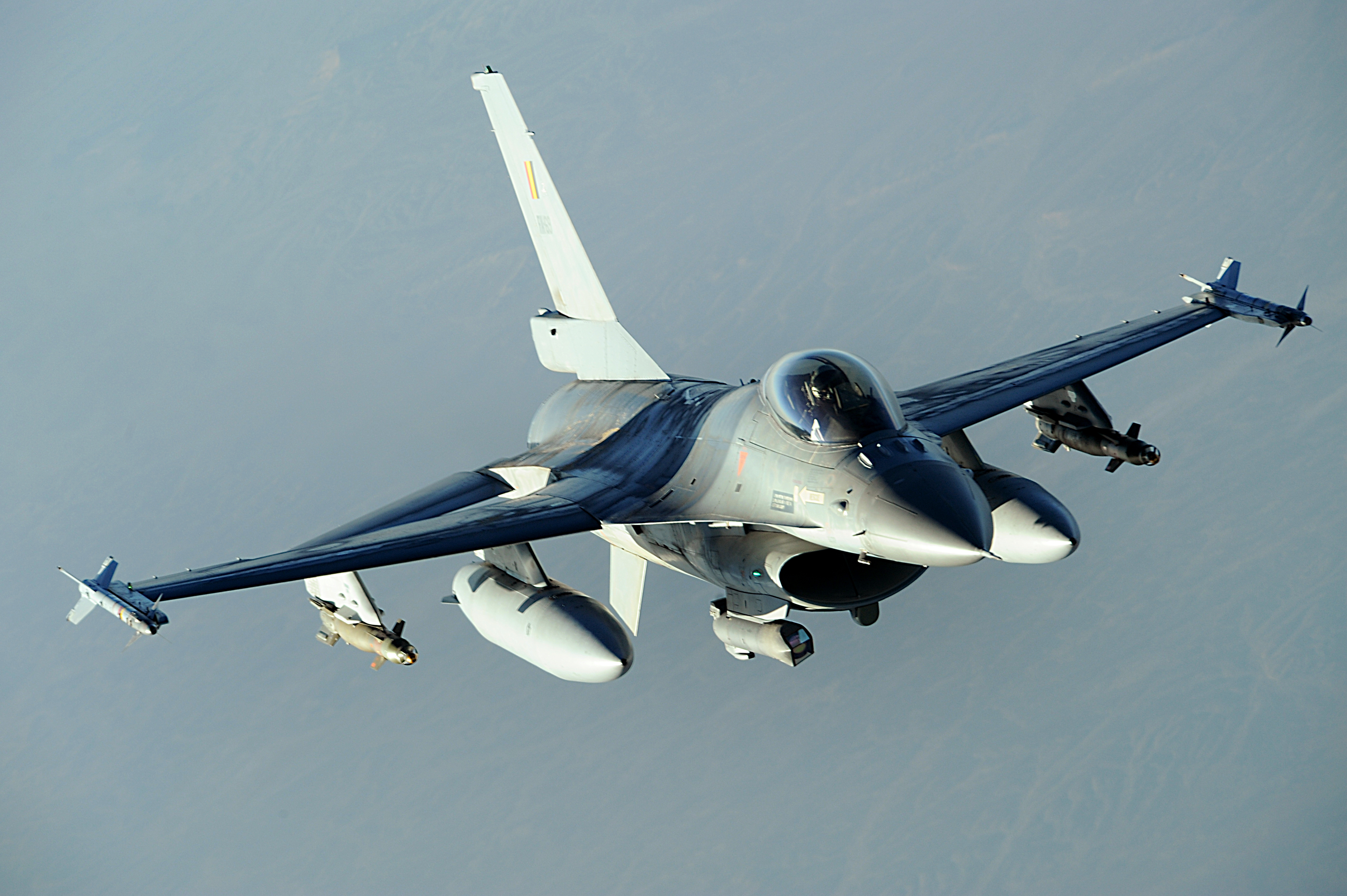
ベルギー空軍のF-16戦闘機、2008年にアフガニスタンでパトロールを行う様子。

2011年、ベルギー空軍がF-16を6機投入して、NATOによるリビア内戦への国際連合安全保障理事会決議1973に基づく介入に参加した。ベルギーの戦闘機は親ムアンマル・アル＝カッザーフィー部隊への空爆に参加した。
ベルギーはルクセンブルクとともに国際治安支援部隊のアフガニスタンにおける作戦に参加した。ベルギーの派遣軍はBELU ISAF 21という名前がつけられ、主要な目的はカーブル国際空港の警備だったが、クンドゥーズやマザーリシャリーフなど北部への分遣隊（KUNDUZ 16）もあった。2008年9月、F-16戦闘機4機と支援人員約140人がカンダハール国際空港に配備された。ベルギー空軍は既に当地に派遣されたオランダ空軍と連携した。

### 債務問題
ベルギーは利子の低い時期に巨大な国債を作り、最初の債務を償還するためにさらなる国債を発行した。その結果、1992年には国債が国内総生産の130%に上ったが、科学研究への大幅な支出減などが奏功して、2001年にベルギーがユーロ圏に加入するときには99%まで下がった。

### 内政
1999年ベルギー総選挙において、既存政党がダイオキシン事件により大敗、8年間続いたジャン＝リュック・デハーネ内閣が倒れた。ヒー・フェルホフスタットが自由派、社会主義派、緑の党と大連立を組み、カトリック政党（当時はキリスト教民主フラームス）が1958年以来始めて野党に転落した。
1999年7月、フルンとフラームス自由民主がベルギーに7基あった原子炉（40年間稼働していた）を緩やかに停止させる計画を発表したが、次期政府でフルンが野党に転落して、この法律もすぐに廃止されると予想された。しかし、2003年ベルギー総選挙を経ても方針転換の兆しがなく、特に2002年にティアンジュ原子力発電所で起きた事件の後では尚更だった。2006年、キリスト教民主フラームスが廃炉の再考を提案した。
2003年のイラク危機ではイラク戦争に強く反対した。ヒー・フェルホフスタット内閣は大量破壊兵器について外交的に解決することを提案し、軍事介入は国連の許可が必要であるとの考えを示した。
2003年1月30日、ベルギーは同性結婚を法的に承認、オランダに次いで2国目になったが、同性結婚者による養子縁組は許可しなかった。2005年12月に社会党・別が法案を提出してこれを認めさせた。

### 2010年-2011年の政治危機

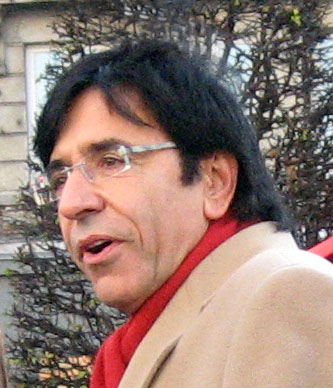
2011年から2014年までのベルギー首相エリオ・ディルポ、2007年撮影。

2011年ベルギー総選挙では代議院に議席を有する政党が11党も出て、いずれも2割以下の議席数であった。分離主義を主張した新フラームス同盟がフランデレン地方でも全国でも第1党になり、150議席のうち27議席を得た。一方でフランス語圏の社会党がワロン地域の第1党になり、26議席を獲得した。結局、エリオ・ディルポが組閣するまで535日もかかり、民主的に選出された政府の組閣にかかった時間の世界記録になった。ディルポ内閣は2011年12月6日に就任した。

## 史学史
現代ベルギーの史学史は18世紀後半に学者が特定の州、都市、領主の年代記に集中せず、データの蓄積に頼るようになったことで始まった。彼らは特定の歴史問題を批判的な手法で取り組んで学術論文を書いた。この手法の発展はベルギー帝国立・王立アカデミーの推進によるものであり、ヴォルテールなどの啓蒙思想の影響を受けた、人民の歴史を探索する動きを反映するものでもあった。歴史上の因果関係を追求、オーストリア領ネーデルラントの通史を構築することが目的であり、ベルギーという国家の歴史を生み出す重要な一歩となった。
ベルギーが独立したのは1830年のことであったため、19世紀末の歴史家にとって「国である状態」（nationhood）を定義するのは至難の業であった。当時のヨーロッパでは使用言語に沿って国を定義したが、これはベルギーでは使えない定義であった。ロマン主義者のジョゼフ＝ジャン・ド・スメ（Joseph-Jean de Smet）はベルギーを死から蘇った「フェニックス」と形容した。しかし、オランダ、スペイン、オーストリア、フランス、ドイツなど周辺諸国の影響の中でベルギーの過去と現在を定義することは難しく避けられない問題であった。ベルギーの国境、特にフランデレンがオランダ領ではない理由を説明することもまたアンリ・ピレンヌなどの歴史学者が頭を悩ませた問題である。
中世学者のゴドフロワ・キュルトはドイツの歴史家レオポルト・フォン・ランケの学生であった。キュルトはリエージュ大学でランケの先進的な歴史研究手法を教えた。20世紀初期には中世学者アンリ・ピレンヌによりベルギーの史学史が国際的な名声を得た。
ヘント大学における歴史学はヒューベルト・ファン・ホウテ（Hubert Van Houtte）などの中世学者が先駆者となった。1945年以降、シャルル・ヴェルリンデンが社会史におけるフランスのアナール学派の手法を導入した。ヘント大学では植民地と海事史、価格と賃金の歴史、農業史、商業史、そして織物業が研究の主題になった。1970年代と1980年代には研究の主題が歴史人口学、生活水準と生活習慣、乞食と犯罪、そして思考傾向と文化史に広がった。

### 政治史
- Carlier, Julie. "Forgotten Transnational Connections and National Contexts: an 'entangled history' of the political transfers that shaped Belgian feminism, 1890–1914," Women's History Review (2010) 19#4 pp 503–522.
- Conway, Martin.  The Sorrows of Belgium: Liberation and Political Reconstruction, 1944–1947 (Oxford University Press, 2012) 512 pp.  online review
- Deprez, Kas, and Louis Vos, eds. Nationalism in Belgium: Shifting Identities, 1780–1995 (1998), 21 essays by scholars
- Dumont, Georges-Henri. Histoire de Bruxelles. Biographie d'une capitale (Brussels 1997)
- Fishman, J. S. Diplomacy and Revolution. The London Conference of 1830 and the Belgian Revolt (Amsterdam 1988).
- Lorwin, Val R. "Belgium: Religion, class and language in national politics," in Robert Dahl, ed. Political Oppositions in Western Democracies (1966) pp 147–87.
- Mansel, Philip. "Nation Building: the Foundation of Belgium." History Today 2006 56(5): 21–27.
- Pirenne, Henri. Belgian Democracy, Its Early History (1910, 1915) 250 pp. history of towns in the Low Countries online free
- Pirenne, Henri. "The Formation and Constitution of the Burgundian State (Fifteenth and Sixteenth Centuries)." The American Historical Review. Volume 14, Issue 3, Page 477, April 1909 in JSTOR
- Polansky, Janet L. Revolution in Brussels 1787–1793 (1987)
- Stanard, Matthew G. "Selling the Empire Between the Wars: Colonial Expositions in Belgium, 1920–1940." French Colonial History (2005) 6: 159–178. in JSTOR
- Stanard, Matthew G. Selling the Congo: A history of European pro-empire propaganda and the making of Belgian imperialism (U of Nebraska Press, 2012)
- Strikwerda, C. J. Mass Politics and the Origin of Pluralism: Catholicism, Socialism and Flemish Nationalism in Nineteenth-Century Belgium (Lanham, MD and Leuven, 1997)
- Strikwerda, C. J. Urban Structure, Religion and Language: Belgian Workers (1880–1914) (Ann Arbor, 1986)
- Tollebeek, Jo. "Historical Representation and the Nation-State in Romantic Belgium (1830–1850)," Journal of the History of Ideas 59.2 (1998) 329–353 in Project Muse
- VanYpersele, Laurence and Rousseaux, Xavier. "Leaving the War: Popular Violence and Judicial Repression of 'Unpatriotic' Behaviour in Belgium (1918–1921)," European Review of History 2005 12(1): 3–22. ISSN 1350-7486

### 経済史、文化史、社会史
- Blomme, J. The Economic Development of Belgian Agriculture, 1880–1980 (Leuven, 1992)
- Clark, Samuel.  "Nobility, Bourgeoisie and the Industrial Revolution in Belgium,"  Past & Present (1984) # 105 pp. 140–175; in JSTOR
- Clough, Shepard B. A history of the Flemish Movement in Belgium: A study in nationalism (1930)
- de Vries, Johan. "Benelux, 1920–1970," in C. M. Cipolla, ed. The Fontana Economic History of Europe: Contemporary Economics Part One (1976) pp 1–71
- Deschouwer, Kris. "Ethnic structure, inequality and governance of the public sector in Belgium." Ethnic Inequalities and Public Sector Governance I UNRISD/Palgrave Macmillan, Basingstoke, 2006). online
- Dhondt, Jan,  and Marinette Bruwier in Carlo Cipolla, The Emergence of Industrial Societies-1 (Fontana, 1970) pp. 329–355
- Houtte, J. A. Van.  "Economic Development of Belgium and the Netherlands from the Beginning of the Modern Era," Journal of European Economic History(1972), 1:100–120
- Lijphart, Arend. Conflict and coexistence in Belgium: the dynamics of a culturally divided society (1981).
- Milward, A. S. and S. B. Saul.  The Economic Development of Continental Europe, 1780–1870 (1973), pp. 292–296, 432–453.
- Mokyr, Joel. "The Industrial Revolution in the Low Countries in the First Half of the Nineteenth Century: A Comparative Case Study," Journal of Economic History (1974) 34#2 pp 365–99 in JSTOR
- Mokyr, J. Industrialization in the Low Countries, 1795–1850 (New Haven, 1976).
- Mommens, A. The Belgian Economy in the Twentieth Century (London, 1994)
- Silverman, Debora. "'Modernité Sans Frontières:' Culture, Politics, and the Boundaries of the Avant-Garde in King Leopold's Belgium, 1885–1910." American Imago (2011) 68#4 pp 707–797. online
- Zolberg, Aristide R. "The Making of Flemings and Walloons: Belgium: 1830–1914," Journal of Interdisciplinary History (1974) 5#2 pp. 179–235 in JSTOR

### 史学史
- Stanard, Matthew G. "Belgium, the Congo, and Imperial Immobility: A Singular Empire and the Historiography of the Single Analytic Field,"French Colonial History (2014) 15 pp87–109.
- Vanthemsche, Guy (2012). Belgium and the Congo, 1885–1980. Cambridge University Press